# Pałac Westminsterski
Pałac Westminsterski (ang. Palace of Westminster) – zabytkowy, neogotycki pałac w Londynie, w Wielkiej Brytanii; siedziba brytyjskiej Izby Gmin, Izby Lordów oraz urzędów z nimi związanych; zabytek I klasy od 1970 roku, w 1987 roku wpisany na listę światowego dziedzictwa UNESCO.
Jego budowę rozpoczął Knut Wielki w 1016 roku. W XIII wieku stał się politycznym centrum angielskiej państwowości. Do 1512 roku służył jako siedziba monarchy. Od XIII stulecia obradował w nim Parlament. Został przebudowany w XVIII wieku w związku z ustanowieniem Królestwa Wielkiej Brytanii i związanym z tym powiększeniem aparatu administracyjnego. W 1834 roku spłonął w pożarze. Został odbudowany w latach 1840–1870 przez Charlesa Barry’ego przy współpracy z Augustusem Puginem. W latach 1940–1941 ucierpiał podczas nalotów niemieckich. Prace remontowe trwały od 1945 do 1950 roku. W latach 1981–1994 został poddany renowacji. Rozpoczęcie kolejnego gruntownego remontu, połączonego z odnowieniem wnętrz i wymianą instalacji, planowane jest na rok 2020.
Składa się z trzech skrzydeł. Najważniejsze pomieszczenia umiejscowione są w osi centralnej. W samym środku znajduje się Central Lobby, po obu jego stronach, w takiej samej odległości znajdują się sale posiedzeń Izby Lordów (Lords Chamber) oraz Izby Gmin (Commons Chamber). Na północnym krańcu znajduje się wieża Elizabeth Tower, określana również jako Big Ben. W przeciwległej części pałacu wznosi się Victoria Tower, której wierzchołek na wysokości 98,5 metra stanowi najwyższy punkt kompleksu.

## Etymologia
Nazwa Westminster wywodzi się z czasów anglosaskich. Kościół św. Piotra, położony w pobliżu współczesnego Pałacu Westminsterskiego, był określany jako zachodni klasztor (West Minster lub West Monastery) w opozycji do kościoła św. Pawła, nazywanego wschodnim klasztorem (East Minster lub East Monastery). Świątynia ta przekształciła się później w Opactwo Westminsterskie. Od niego wzięły się też nazwy londyńskiej dzielnicy Westminster oraz samego Pałacu Westminsterskiego.

## Historia

### Średniowiecze
Według legend w miejscu obecnego Pałacu Westminsterskiego w czasach rzymskich istniała świątynia boga Apollona. Pierwsze budowle, których istnienie potwierdzono, zostały tam wzniesione we wczesnym średniowieczu. Na początku VIII wieku Sasi zbudowali tam kościół poświęcony św. Piotrowi. W X wieku świątynię przekształcono w klasztor benedyktynów i ściśle powiązano z ceremoniałem sprawowania władzy. W 1016 roku król Knut Wielki rozpoczął w jego pobliżu budowę pałacu, kontynuowaną później przez Edwarda Wyznawcę. Samemu władcy obiekt posłużył przede wszystkim do obserwowania postępów budowy wznoszonego również w tym okresie Opactwa Westminsterskiego. Pomiędzy pałacem a świątynią utworzono wtedy Stary Plac. Obszar, na którym powstała rezydencja, był wówczas wyspą Thorney Island, tworzoną przez dwie odnogi rzeki Tyburn, lewego dopływu Tamizy.
W 1066 roku Wilhelm Zdobywca po swoim zwycięstwie nad Haroldem II w bitwie pod Hastings objął w swoje posiadanie wraz z całą Anglią również i Pałac Westminsterski. W 1097 roku jego syn, Wilhelm II Rudy, rozpoczął budowę Westminster Hall, budynku reprezentacyjnego. Dwa lata później budowla została ukończona, zaś obszar położony na północ od niej nazwano Nowym Placem Pałacowym. W XII wieku obiekt coraz bardziej zyskiwał na znaczeniu względem dotychczasowej siedziby władców angielskich w Winchesterze. Za organizacją w nim centrum politycznego angielskiej monarchii przemawiało znaczenie religijne i polityczne znajdującego się w jego okolicy Opactwa Westminsterskiego – miejsca koronacji i pochówku królów, a więc także i legitymizacji ich rządów. Zbudowana przez Wilhelma Zdobywcę Tower of London przegrała konkurencję z Pałacem Westminsterskim ze względu na mniejsze rozmiary i położenie w bezpośrednim sąsiedztwie Londynu, co mogło wpłynąć na słabszą pozycję monarchy w oczach miejskiej biedoty. Władcy zaczęli więc przenosić do Westminsteru kolejne urzędy i instytucje. Za rządów Henryka II w pałacu urządzono skarbiec, zaś w okresie panowania jego syna, Jana bez Ziemi, przeniesiono do niego siedzibę Sądu Skarbowego (Exchequer). W centrum życia państwowego przekształcił go jednak dopiero Henryk III. Z jego inicjatywy około 1270 roku wzniesiono przy północnej ścianie Westminster Hall budynki przeznaczone Sądowi Skarbowemu. Wewnątrz pałacu swe siedziby znalazły wówczas także Sąd Spraw Pospolitych (Court of Common Pleas) oraz Sąd Ławy Królewskiej (Court of King’s Bench). Z 1245 roku pochodzi pierwsza wzmianka o przechowywaniu tronu królewskiego w Westminster Hall. Ustawiono go na podeście przy południowej ścianie sali. W 1310 roku, za panowania Edwarda II, do pałacu swoją siedzibę przeniosła kancelaria królewska, czyniąc z niego centrum angielskiej państwowości.

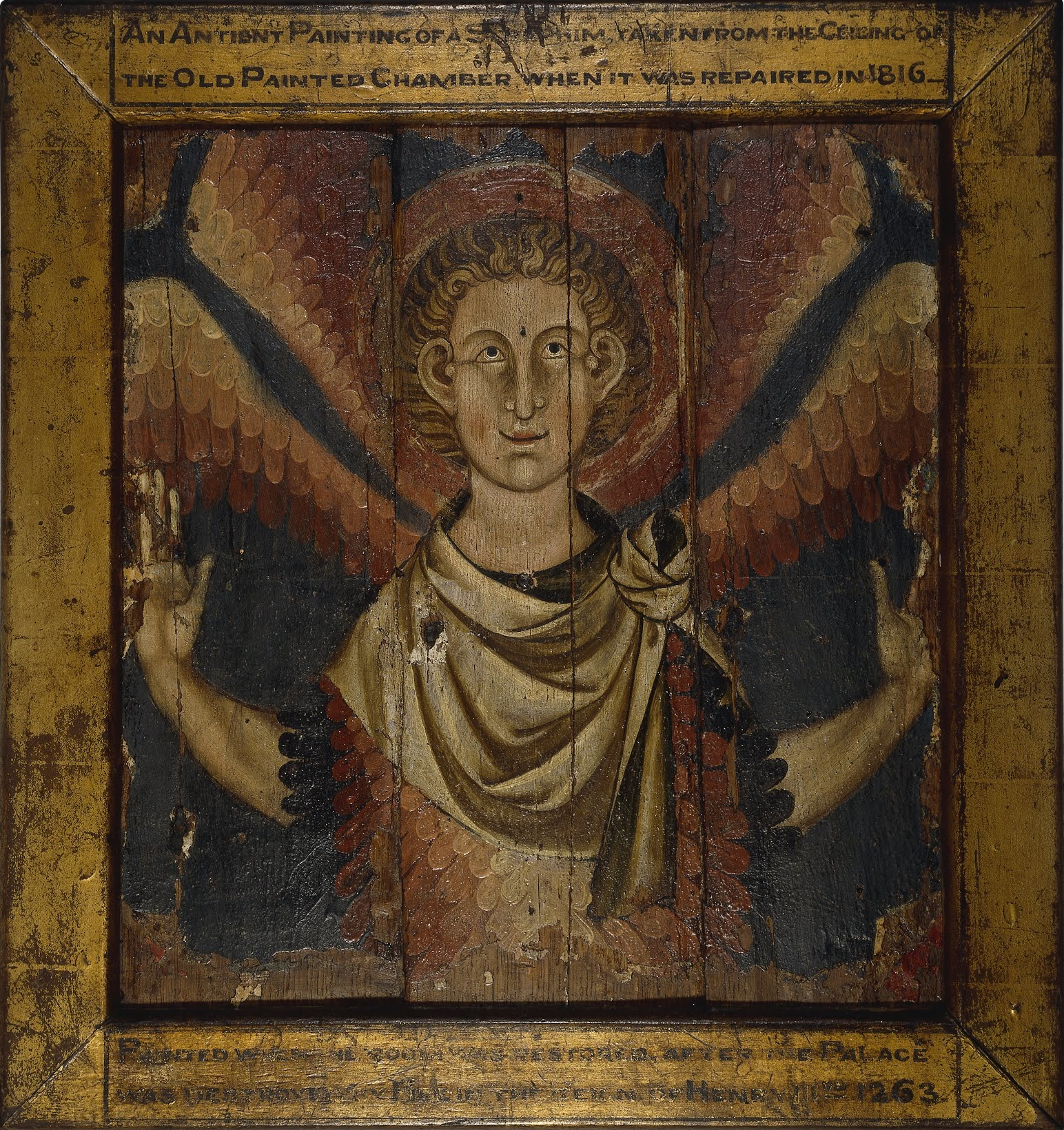
Malowidło na drewnie z XIII wieku, do 1816 roku znajdujące się w Painted Chamber

W XIII wieku pałac został też gruntownie rozbudowany. Apogeum zmian przypadło również na panowanie Henryka III. Wzniesiono i urządzono wówczas kaplicę królewską, a także apartamenty królowej i komnatę królewską, znaną jako Painted Chamber od zdobiących jej ściany malowideł. Jej budowę rozpoczęto w 1226 roku, zaś zakończono w roku 1232. W latach 1292–1297 rozpoczęła się na zlecenie Edwarda I renowacja XII-wiecznej kaplicy św. Szczepana, mająca być odpowiedzią na wzniesienie w Paryżu kaplicy Sainte-Chapelle z inicjatywy Ludwika IX, rywala angielskiego monarchy. Prace przy świątyni trwały przez 17 lat. Kierował nimi Michał z Canterbury. W II połowie XIII stulecia rezydencja królewska została trzykrotnie poważnie naruszona. W 1263 roku pożar zniszczył Painted Chamber, którą w kolejnych latach odremontowano. W 1267 roku do pałacu wdarł się tłum sprzyjający zbuntowanym przeciwko królowi baronom z Szymonem z Monfort na czele. W 1298 roku wybuchł zaś kolejny pożar, doprowadzając pałac do takiego stanu, że nie dało się w nim mieszkać. Zadania odbudowy zniszczeń podjął się na początku XIV wieku Edward II. Jego syn, Edward III, dokonał w latach 1348–1363 kolejnej renowacji kaplicy św. Szczepana, w ramach której ponownie odmalowano ściany i przeszklono okna. W 1365 roku ukończono natomiast remont w pochodzącej również z czasów Edwarda I kaplicy Najświętszej Maryi Panny. W tym samym roku rozpoczęto budowę wieży Jewel Tower, oddanej do użytku rok później, przeznaczonej do przechowywania królewskich kosztowności. Ryszard II podczas swego panowania podjął się natomiast zadania przebudowy Westminster Hall. Jej ściany zostały pogrubione i naprawione, zaś w 1385 roku ozdobiono je 13 figurami królów angielskich od Edwarda Wyznawcy po Ryszarda II. W 1393 roku rozpoczęła się przebudowa dachu Westminster Hall, zaprojektowanego przez architektów Henry’ego Yevele’a oraz Hugh Herlanda. Do budowy użyto 660 ton drewna sprowadzonego z Farnham. Ukończony dach przykryto warstwą ołowiu o łącznej wadze 176 ton. Ostatnie prace wykończeniowe trwały do 1401 roku.
Najpóźniej od 1259 roku w Pałacu Westminsterskim zaczęły się odbywać posiedzenia Parlamentu. Za rządów Edwarda I zbierał się on w komnacie królewskiej (Painted Chamber) lub w Komnacie Białej (White Chamber), a okazjonalnie także w siedzibie kapituły lub refektarzu pobliskiego Opactwa Westminsterskiego. Od 1341 roku, kiedy doszło do wyodrębnienia się Izby Lordów i Izby Gmin, izba wyższa obradowała w Komnacie Królowej (Queen’s Chamber), położonej w południowej części kompleksu. Izba niższa zaś aż do XVI wieku nie doczekała się stałej siedziby, aczkolwiek obrady często odbywały się w murach Opactwa Westminsterskiego.

### Epoka nowożytna

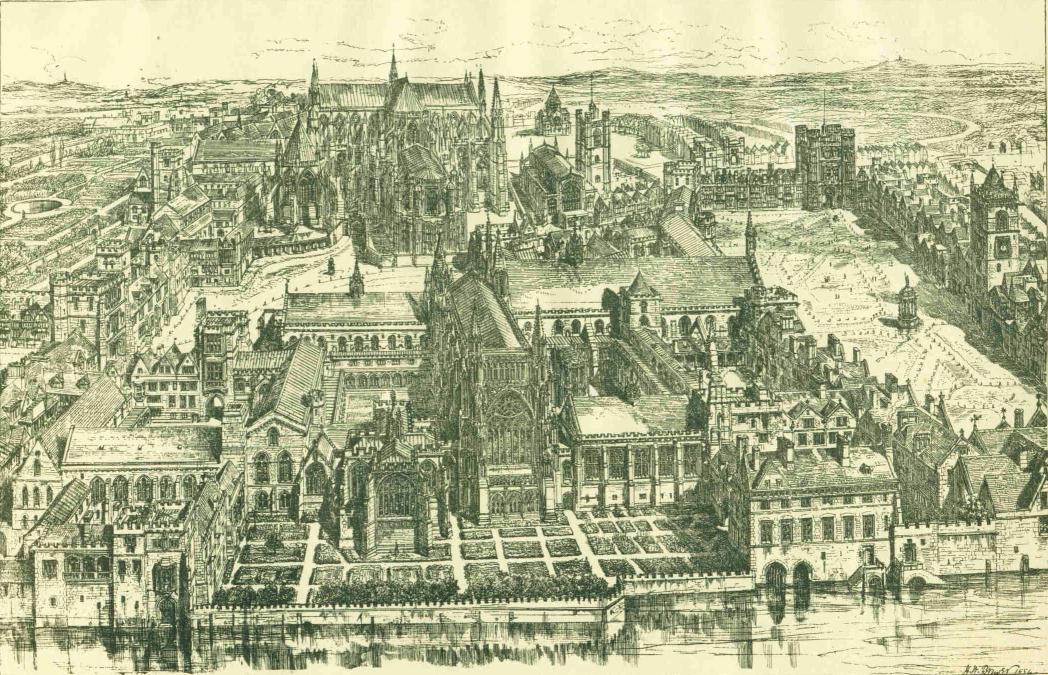
Rysunek przedstawiający pałac w czasach Henryka VIII

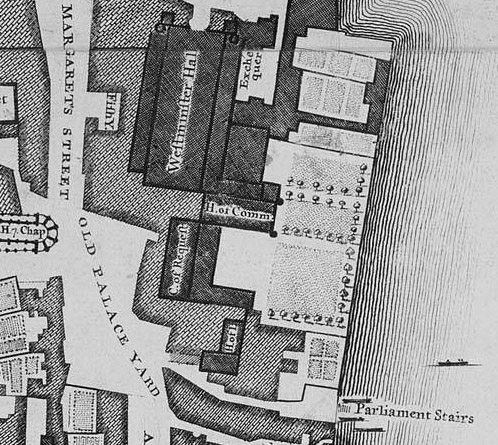
Fragment mapy Londynu Johna Rocque’a przedstawiający Pałac Westminsterski, 1746

W 1512 roku pałac został po raz kolejny strawiony przez pożar, co zmusiło Henryka VIII do opuszczenia jego murów. Mimo przeprowadzonej w kolejnych latach odbudowy, w 1529 roku stracił on status rezydencji królewskiej na rzecz pałacu Whitehall. Nadal był jednak określany jako pałac królewski i zarządzany przez królewskiego urzędnika, Lorda Wielkiego Szambelana. Z czasem stał się główną siedzibą obu izb Parlamentu i powiązanych z nimi urzędów. Izba Lordów nadal obradowała w Komnacie Królowej. W 1547 roku Edward VI nadał z kolei Izbie Gmin w użytkowanie kaplicę św. Szczepana. Podwyższenie dla spikera umieszczono na miejscu ołtarza. Posłowie zasiadali w ławach ustawionych rzędami przy bocznych ścianach pomieszczenia. Pod wpływem wzorców reformacji ściany kaplicy w XVII wieku wybielono i ozdobiono arrasami.
W 1692 roku na zlecenie Izby Gmin przebudowano kaplicę św. Szczepana w stylu klasycystycznym. Pracami kierował Christopher Wren. Pomieszczenie zostało wówczas zamknięte płaskim stropem, wbudowanym w dotychczasowe strzeliste sklepienie. Przy obu bocznych ścianach wzniesiono natomiast galerie, poszerzone po 1707 roku, gdy Izbie Gmin przybyło 45 nowych posłów w wyniku zawarcia unii realnej między Szkocją i Anglią. Mimo wprowadzonych modyfikacji Pałac Westminsterski zaczął nie wystarczać rozrastającej się administracji. W latach 1730–1790 wielokrotnie podnoszono potrzebę gruntownej przebudowy siedziby Parlamentu lub nawet przeniesienia jego obrad w inne miejsce. Architekci Christopher Wren, William Kent oraz John Soane planowali wzniesienie nowego pałacu. Ostatecznie w latach 1755–1770 dobudowano do kompleksu nowy budynek, zlokalizowany w jego wschodniej części, wychodzący w kierunku St. Margaret’s Street. Zorganizowano w nim nowe archiwa, a także biura. W 1799 roku architekt James Wyatt poprowadził z kolei prace renowacyjne w części pałacu zajmowanej przez Izbę Lordów, nadając jej neogotycki charakter. W 1801 roku, po dołączeniu Irlandii do Zjednoczonego Królestwa, konieczne stało się wprowadzenie kolejnych innowacji. By zrobić miejsce dla setki nowych członków Izby Gmin, Wyatt usunął stare meble z kaplicy św. Szczepana. Izba Lordów przeniosła się natomiast z Komnaty Królowej do Lesser Hall.
W XVIII stuleciu stało się także konieczne przeprowadzenie napraw w niektórych zaniedbanych częściach pałacu. W latach 40. tego wieku z dachu Westminster Hall zdarto i sprzedano ołowianą pokrywę, by pokryć koszty renowacji drewnianej konstrukcji. Drewno okazało się jednak tak zniszczone, że naprawa pochłonęła dwukrotność zakładanego wcześniej budżetu. Po zakończeniu prac dach wyłożono łupkowymi płytkami.
W czasie, gdy pałac był przebudowywany pod okiem Jamesa Wyatta, pierwsze projekty odnoszące się do siedziby brytyjskiego Parlamentu tworzył już John Soane. Jego pomysły początkowo nie zyskały jednak uznania. Zostały one wprawdzie zatwierdzone przez króla Jerzego III, lecz ich realizację uniemożliwiły zła sytuacja polityczna i ekonomiczna, a także opór ze strony Wyatta – cieszącego się dużymi wpływami rywala Soane’a. Na początku lat 20. XIX wieku, już po śmierci Wyatta, Soane otrzymał wreszcie szansę na zrealizowanie swoich zamierzeń. Zlecono mu stworzenie Royal Gallery – reprezentatywnego pomieszczenia, przez które przechodził monarcha w drodze do Izby Lordów – a także nowych pomieszczeń służących obradom Sądu Ławy Królewskiej oraz Sądu Kanclerskiego. Prace rozpoczęły się w 1823 roku i prowadzone były w wielkim pośpiechu. Zgodnie z wcześniejszymi założeniami Royal Gallery miała być bowiem gotowa na luty 1824 roku, kiedy nastąpić miało otwarcie obrad Parlamentu przy udziale króla Jerzego IV.

### Pożar i odbudowa

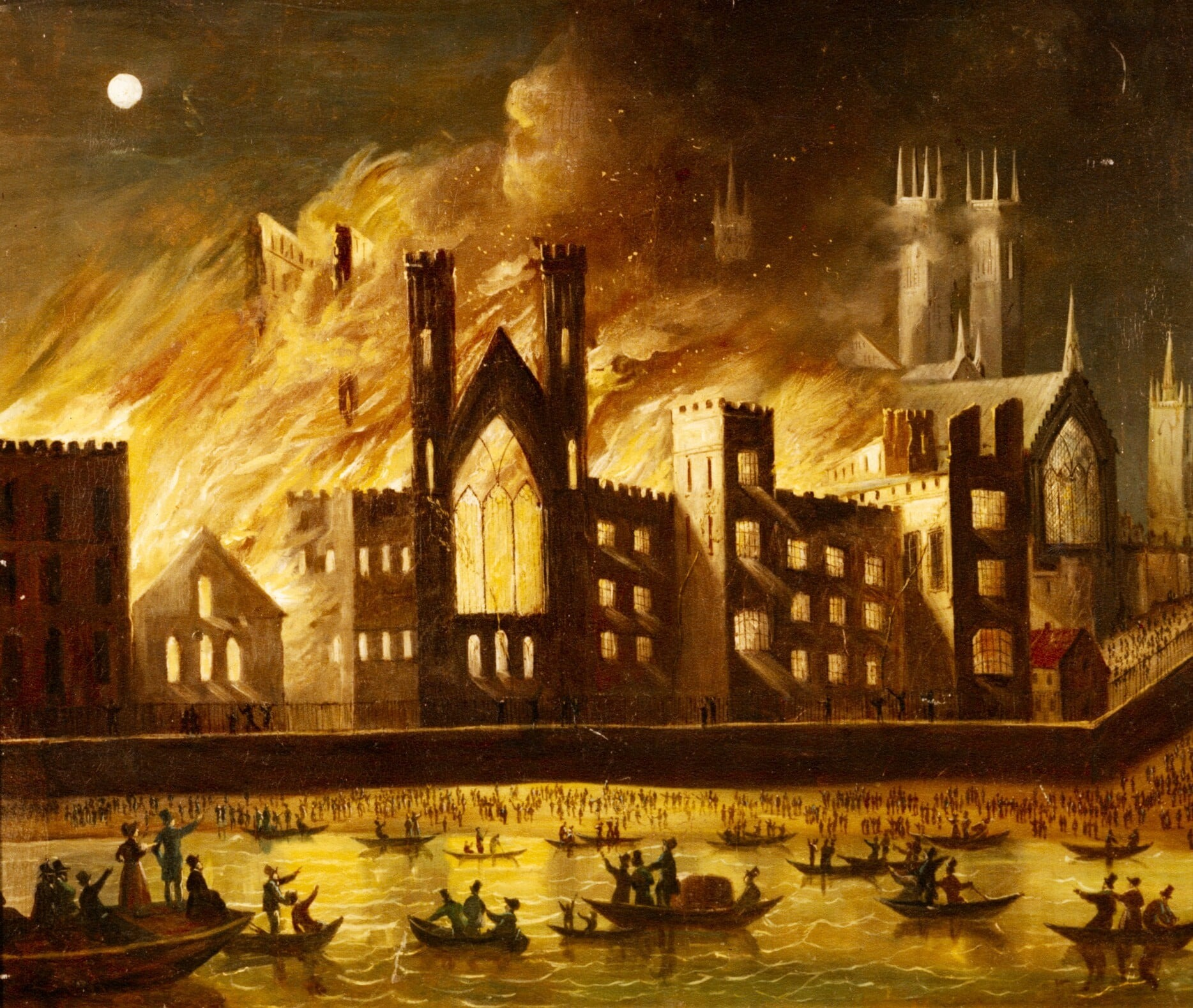
Anonimowy obraz przedstawiający pożar pałacu z 1834 roku

Wszelkie wprowadzone na przełomie XVIII i XIX wieku innowacje zostały jednak zniweczone przez pożar, który wybuchł w 1834 roku. Już w XVIII stuleciu wielokrotnie postulowano wprowadzenie w pałacu lepszych zabezpieczeń przeciwpożarowych. Specjalna komisja parlamentarzystów powołana w celu zbadania stanu budynku orzekła, że w razie pożaru straty będą ogromne. W 1789 roku podobne spostrzeżenia znalazły się w raporcie podpisanym przez 14 architektów, w tym Johna Soane’a i Roberta Adama. Obawy te powtórzył jeszcze Soane w 1828 roku, podkreślając, iż większa część pałacu została wykonana z łatwopalnego drewna pokrytego zaprawą. Wszystkie te apele zostały jednak zignorowane, a 16 października 1834 roku dwa piece umieszczone pod siedzibą Izby Lordów rozgrzały znajdującą się ponad nimi podłogę do tego stopnia, że się zapaliła. Ogień szybko się rozprzestrzenił, pochłaniając znaczną część pałacu. Wokół zgromadziło się wielu gapiów. Wśród świadków byli malarze William Turner i John Constable, a prawdopodobnie także pisarz Charles Dickens. Klęskę przetrwały nieliczne części składowe pałacu, w tym wieża Jewel Tower (głównie dzięki położeniu w izolacji względem reszty kompleksu), Westminster Hall oraz krużganki wraz z salą kapituły kaplicy św. Szczepana. Z pożaru ocalała też kaplica Najświętszej Maryi Panny, lecz zdobiące ją elementy dekoracyjne uległy niemalże całkowitemu zniszczeniu. Na czas odbudowy pałacu Izba Gmin przeniosła swe obrady do naprędce odremontowanej Lesser Hall, Izba Lordów zaś znalazła tymczasową siedzibę w Painted Chamber.
W 1835 roku powołana została specjalna komisja królewska, mająca za zadanie ustalić, w jakim kształcie pałac zostanie odbudowany. W czerwcu tego samego roku podjęła ona decyzję, że budowli zostanie nadany kojarzony z konserwatyzmem styl neogotycki, w opozycji do popularnego wówczas, lecz reprezentującego idee republikańskie neoklasycyzmu. Jednocześnie zastrzegła, iż nieliczne pomieszczenia i budynki, które przetrwały pożar, zachowają swój dawny charakter. Nadzór nad pracami planowano powierzyć architektowi Robertowi Smirke’owi. Później zmieniono jednak decyzję i w 1836 roku komisja rozpisała konkurs na projekt pałacu. Wpłynęło do niej 97 anonimowych prac, oznaczonych wyłącznie symbolem i pseudonimem. Wybrano z nich 4 najlepsze, z których tylko jedna – odznaczająca się numerem 64 – zyskała aprobatę wszystkich sędziów i to ona została przyjęta jako oficjalny projekt odbudowy siedziby Parlamentu. Jej autorem był Charles Barry. W pracach nad nią pomagał mu, w zamian za jednorazową wypłatę w wysokości 400 funtów szterlingów (około 38 tysięcy funtów według kursu z 2017 roku), Augustus Welby Northmore Pugin. Zwycięstwo Barry’ego zostało źle odebrane przez jego konkurentów, którzy wystosowali do komisji petycję o unieważnienie wyników konkursu. Wniosek został jednak odrzucony.

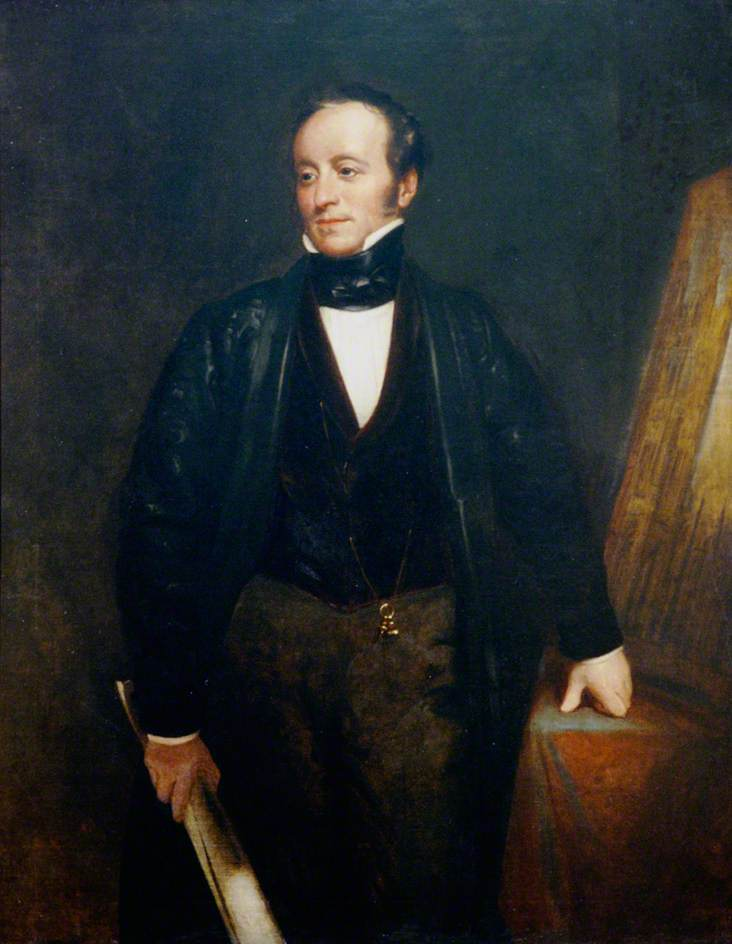
Charles Barry, twórca projektu odbudowy pałacu po pożarze z 1834 roku

W 1839 roku Charles Barry, wespół z zespołem geologów i kamieniarzy, odbył podróż po całym kraju w poszukiwaniu skał idealnych do wzniesienia pałacu. Wybór padł na wapienie pochodzące z Anston w Yorkshire. Odbudowa rozpoczęła się w 1840 roku. Barry oszacował czas budowy na 6 lat, a jej koszt na 724 986 funtów szterlingów (niemalże 70 milionów funtów według kursu z 2017 roku). W praktyce pełne zrealizowanie projektu zajęło prawie 30 lat i kosztowało przeszło 2 miliony funtów szterlingów (około 190 milionów funtów według kursu z 2017 roku). Kamień węgielny pod budowę położyła 27 sierpnia 1840 roku żona Barry’ego. Podczas gdy pracami kierował Barry, Augustus Welby Pugin zajmował się wykończeniami i urządzaniem pomieszczeń. Jako pierwsza ukończona została Central Tower. 28 września 1843 roku położono kamień węgielny pod budowę wieży zegarowej – Clock Tower – ukończonej 16 lat później. Zegar został wykonany przez Edwarda Johna Denta i jego syna Fredericka, zgodnie z projektem Edmunda Becketta Denisona. Dzwon odlewano dwukrotnie – w 1856 i 1858 roku. Za każdym razem po kilku miesiącach używania pojawiały się na nim pęknięcia. Problem rozwiązano w 1863 roku dzięki udoskonaleniom technicznym, opracowanym przez George’a Biddella Airyego.
W 1850 roku przebudowano Westminster Hall, przekształcając jej południową ścianę w przejście wiodące w kierunku St Stephen’s Hall i łącząc całą salę z resztą kompleksu. W tym samym czasie trwały także prace nad komnatami przeznaczonymi dla obu izb Parlamentu. Izba Lordów po raz pierwszy odbyła obrady w nowej sali w 1847 roku. Pięć lat później pierwsze posiedzenie w nowej siedzibie odbyła natomiast Izba Gmin. W kolejnych latach, z powodu złej akustyki, Barry został zmuszony do przebudowy sklepienia Commons Chamber z płaskiego na strzeliste. Zasadnicza budowa zakończona została w 1860 roku, lecz drobniejsze prace remontowe przeciągnęły się na kolejne dziesięciolecia. W latach 1860–1870 syn Charlesa Barry’ego, Edward Middleton Barry, odremontował kaplicę Najświętszej Maryi Panny w neogotyckim stylu.

### XX wiek i czasy najnowsze
Już w połowie XIX wieku zauważalna stała się słabość wybranego przez Barry’ego surowca. Wapienie użyte do budowy pałacu zaczęły bowiem niszczeć z powodu kiepskiej jakości i zanieczyszczeń unoszących się w londyńskim powietrzu. Przebudowa stała się konieczna w latach 20. XX wieku, kiedy z Victoria Tower odpadł duży fragment muru, zmuszając zarządców do ograniczenia dostępności pałacowych tarasów. W 1928 roku podjęto decyzję o renowacji budynku przy użyciu wapieni sprowadzonych z Clipsham w podlondyńskim hrabstwie Rutland. Prace rozpoczęły się na początku lat 30. XX wieku, zostały przerwane przez wybuch II wojny światowej. Wznowiono je w latach 60. XX wieku.

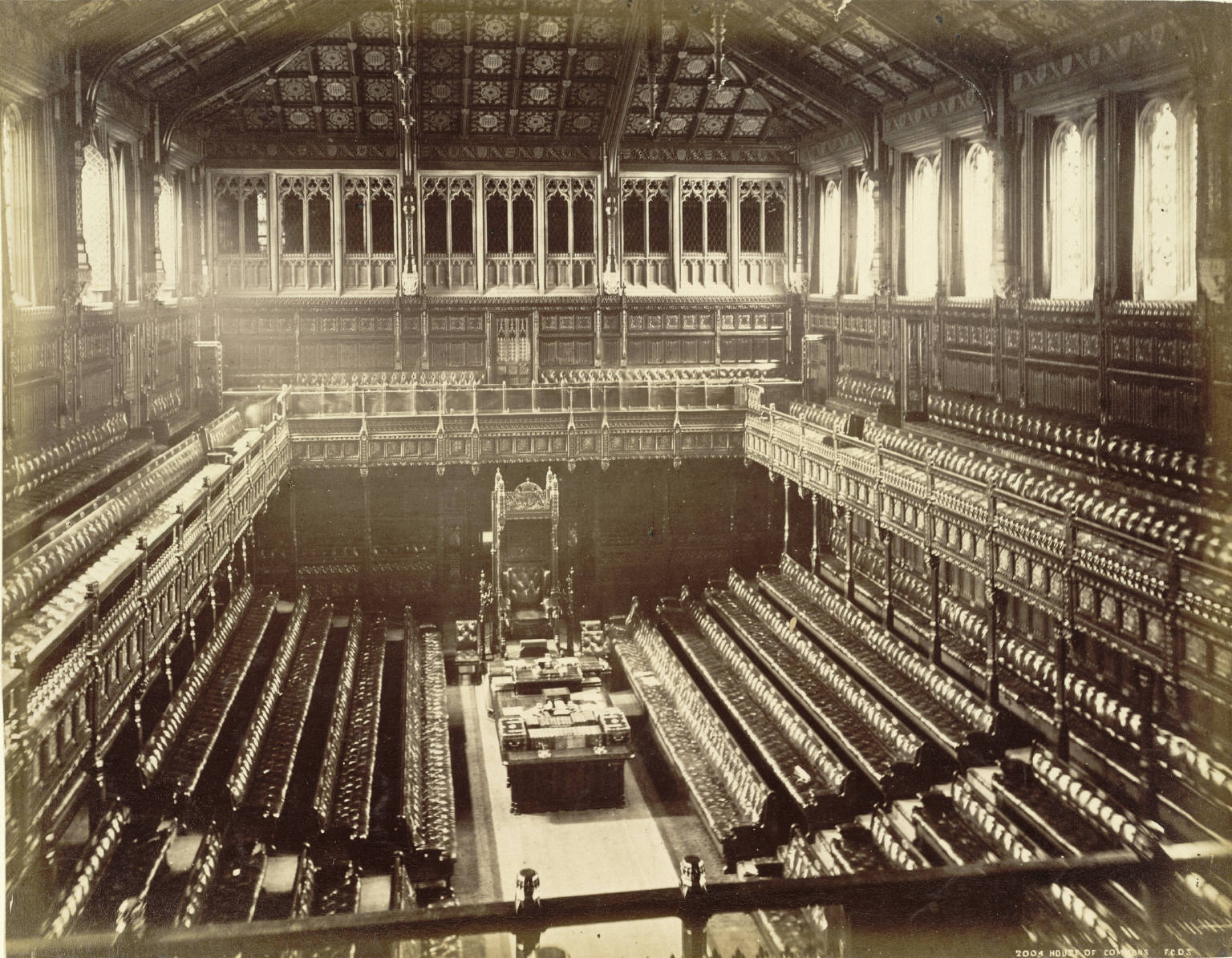
Commons Chamber w II połowie XIX wieku (wygląd przed bombardowaniem z okresu II wojny światowej)

Problemem stała się również podatność drewna na działanie szkodników. W 1913 roku inspekcja ujawniła, że dach Westminster Hall został częściowo zniszczony przez tykotki rudowłosy. Część elementów konstrukcyjnych groziła zawaleniem. W latach 1914–1923 przeprowadzono więc prace renowacyjne pod kierownictwem Franka Bainesa. Zniszczone belki zastąpiono nowymi, wykonanymi z drewna dębowego z Wadhurst. Nie udało się jednak w pełni usunąć z dachu szkodników. Z tego względu w 1971 roku cała konstrukcja została spryskana pestycydami, co również nie rozwiązało problemu.
Podczas nalotów niemieckich w latach 1940–1941 bomby spadały na Pałac Westminsterski czternastokrotnie. 26 sierpnia 1940 roku pocisk spadł na Stary Plac Pałacowy, powodując dotkliwe zniszczenia w południowej i zachodniej ścianie przedsionka St Stephens Hall. Znajdujący się w tym miejscu pomnik Ryszarda Lwie Serce został zepchnięty z piedestału. 8 grudnia 1940 roku zniszczeniu uległy krużganki St Stephens Hall. Największe straty spowodowało jednak bombardowanie przeprowadzone nocą z 10 na 11 maja 1941 roku. Pociski spadły wówczas na salę posiedzeń Izby Gmin (Commons Chamber), powodując jednocześnie zapalenie się dachu Westminster Hall. Drugie z pomieszczeń udało się uratować. Commons Chamber została natomiast całkowicie strawiona przez płomienie, ogień przedostał się również do sąsiedniego Members’ Lobby, doprowadzając tam do zawalenia się dachu. Tej samej nocy mała bomba uderzyła jeszcze w Elizabeth Tower, wybijając wszystkie szyby w jej południowej ścianie. Sam zegar oraz znajdujące się na wieży dzwony nie uległy jednak zniszczeniu. Osobny ładunek spadł też na salę posiedzeń Izby Lordów – przebił się przez podłogę, lecz nie wybuchł. Z powodu zniszczeń w pałacu obie izby Parlamentu przeniosły się 13 maja 1941 roku do pobliskiego Church House. W czerwcu 1941 roku posłowie powrócili w mury pałacu. Aż do października 1950 roku Izba Gmin spotykała się w Lords Chamber, zaś Izba Lordów do 29 maja 1951 roku obradowała w Robing Room.
W październiku 1943 roku Izba Gmin podjęła decyzję o odbudowie Commons Chamber. Przyjęto przy tym – zgodnie z żądaniami Winstona Churchilla – że sala odbudowana zostanie w niezmienionym kształcie. Odrzucono zatem projekty przekształcenia jej z sali prostokątnej w półkolistą lub opartą na planie podkowy. Projekt nowego pomieszczenia wykonał architekt Giles Gilbert Scott. W maju 1945 roku rozpoczęło się oczyszczanie terenu z pozostawionych po bombardowaniach gruzów. Kamień węgielny położył w maju 1948 roku Douglas Clifton Brown, ówczesny spiker Izby Gmin. Prace ukończono po dwóch latach. Budowa kosztowała około 2 miliony funtów szterlingów (około 65 milionów funtów według kursu z 2017 roku). Część wyposażenia sali została wykonana przy pomocy środków przekazanych przez kraje Wspólnoty Narodów. Fotel spikera sfinansowała Australia, stół – Kanada, drzwi wejściowe – Indie i Pakistan, zaś skrzynki na Biblię i inne przedmioty używane podczas zaprzysiężenia (despatch boxes) – Nowa Zelandia.
W 1965 roku za zgodą królowej Elżbiety II nadzór nad pałacem został przeniesiony z Lorda Wielkiego Szambelana na przedstawicieli obu izb Parlamentu. Królewskiemu urzędnikowi pozostawiono jednak opiekę nad Kaplicą Najświętszej Maryi Panny oraz Westminster Hall.

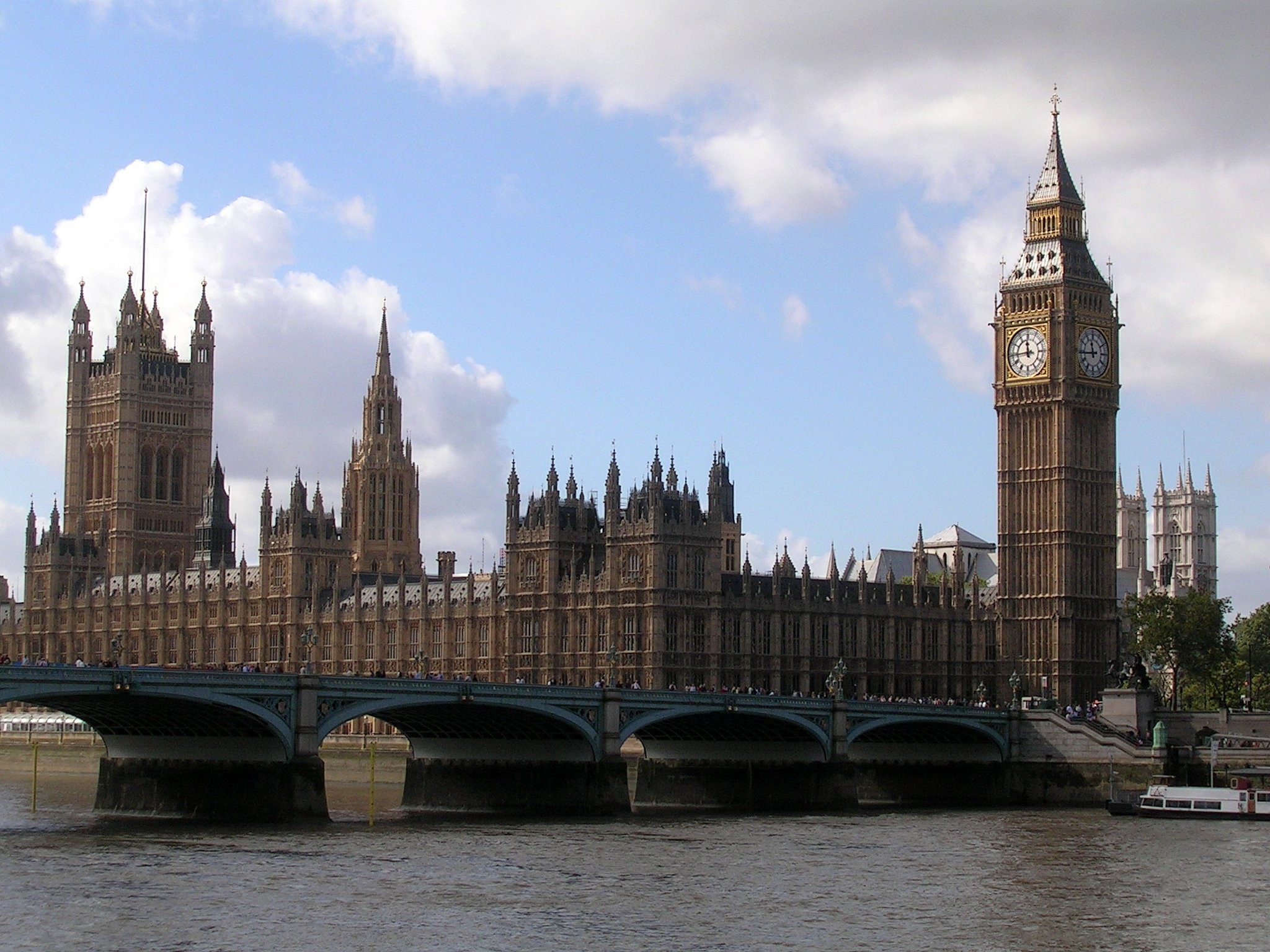
Pałac Westminsterski w 2005 roku

W 1970 roku ponownie widoczne stały się ubytki w użytym nie tak dawno do renowacji wapieniu. Z tego względu w 1981 roku rozpoczęto nowe przedsięwzięcie, mające na celu przywrócenie dobrego stanu składającym się na budowlę murom. Po pięciu latach ukończono renowację Elizabeth Tower. W 1994 roku ostatnie rusztowania zostały natomiast ściągnięte z Victoria Tower. W tym samym roku rozpoczął się remont pałacowych wnętrz. W latach 2005–2006 renowacji poddano Westminster Hall. Równocześnie przeprowadzono tam drobne prace archeologiczne, które zaowocowały odkryciem pozostałości po kamiennym królewskim stole z XIII wieku.
Na początku XXI wieku ponownie pojawiła się potrzeba gruntownego remontu w pałacu. Mimo licznych napraw przeprowadzonych na przestrzeni całego XX wieku, wiele elementów konstrukcyjnych nie było wymienianych od czasów odbudowy w połowie XIX wieku. Duże problemy sprawiały uszkodzone systemy grzewczy, wentylacyjny, elektryczny, doprowadzający i odprowadzający wodę. W kamieniu budującym mury znów pojawiły się powodowane zanieczyszczeniem powietrza ubytki. W niektórych miejscach dach zaczął przeciekać, zaś na elementach instalacji wodociągowej pojawiła się rdza. Uciążliwa stała się też obecność w murach popularnego w XX-wiecznym budownictwie, lecz szkodliwego dla zdrowia azbestu. Pierwsze prace renowacyjne rozpoczęły się w 2010 roku i nadal trwają. Są one jednak doraźne i nie prowadzą do wyeliminowania większości problemów. Rozpoczęcie gruntownych prac remontowych zaplanowano na początek lat 20. XXI wieku. Rozważa się przeniesienie w związku z nimi obrad obu izb Parlamentu w inne miejsce.

## Architektura

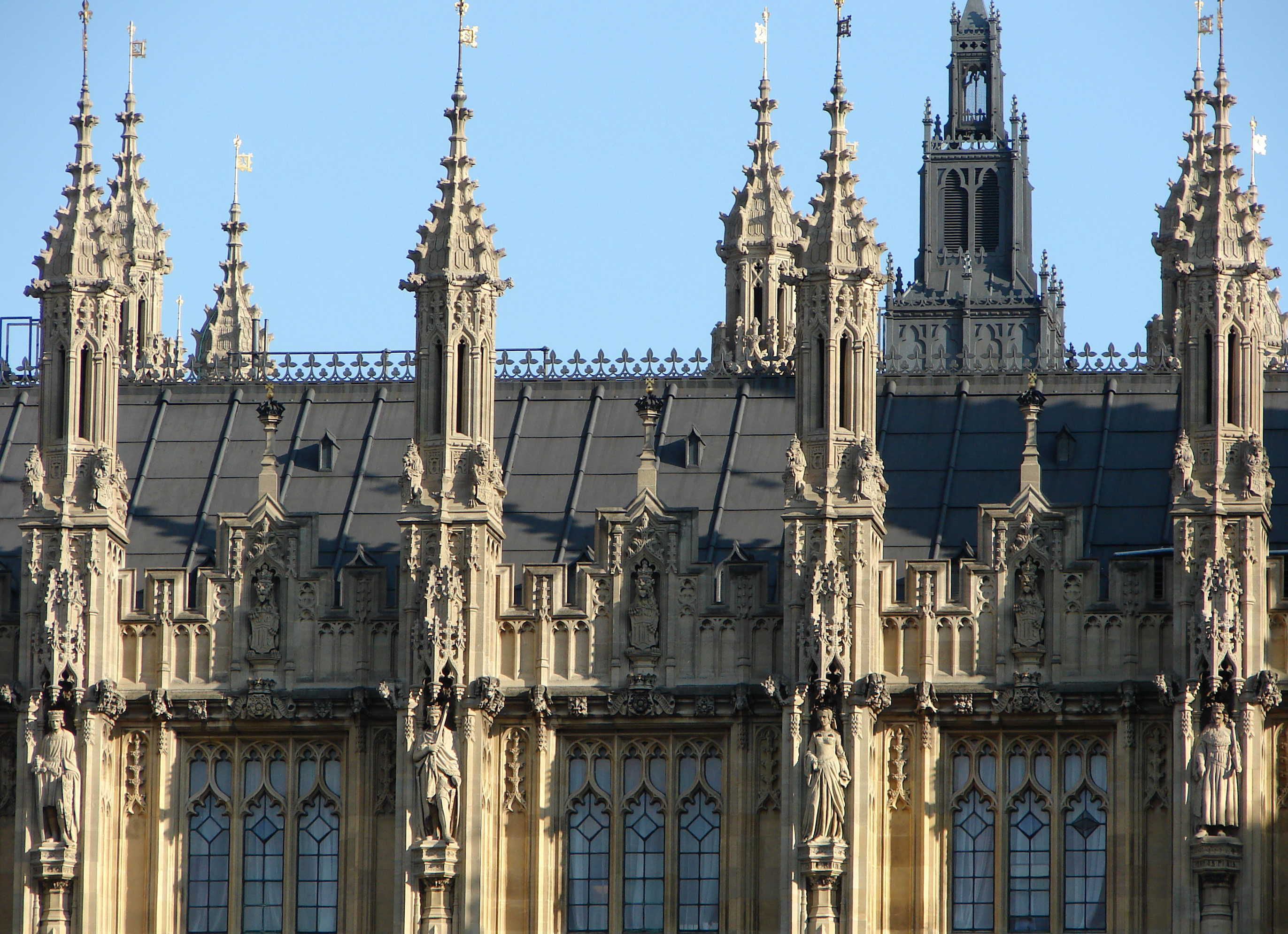
Fragment dachu i muru Pałacu Westminsterskiego

W I połowie XIX wieku, gdy pałac był odbudowywany po pożodze z 1834 roku, w architekturze największą rolę odgrywały dwa style – klasycyzm oraz neogotyk. Z uwagi na skojarzenia klasycyzmu z republikanizmem oraz amerykańską państwowością, komisja do spraw odbudowy pałacu podjęła decyzję o wzniesieniu budowli neogotyckiej. Za takim rozwiązaniem przemawiał również fakt, iż jedyne pozostałości po zniszczonym pałacu – Westminster Hall oraz kaplica św. Szczepana – zostały wzniesione w średniowieczu właśnie w stylu gotyckim. Nowy Pałac Westminsterski miał być pierwszą tak wielką budowlą użyteczności publicznej wzniesioną w stylu neogotyckim. Charles Barry, twórca zwycięskiego projektu i jego główny wykonawca, był jednak zwolennikiem klasycyzmu, choć nie odrzucał w pełni wzorców gotyckich. Dlatego też stworzona przez niego budowla, mimo swego neogotyckiego wizerunku, posiada wiele cech charakterystycznych dla klasycyzmu. Jedną z nich jest plan, na którym zbudowana została centralna część pałacu, z dwiema osiami krzyżującymi się w Central Lobby. Cała konstrukcja ma symetryczny kształt, zakłócony jednak przez brak symetrii w rozmieszczeniu i wyglądzie dwóch wież – Elizabeth Tower i Victoria Tower. Dachy pałacu zostały wykonane poprzez nałożenie na żelazną konstrukcję około 7 tysięcy żeliwnych płyt, z których każda waży około 75 kilogramów. W pałacu znajduje się około 4000 okien, z których około 100 ma postać witraży.
Wychodząca w kierunku rzeki wschodnia fasada ma około 287 metrów długości i jest złożona z pięciu symetrycznych względem siebie części. Centralna część wznosi się na trzy piętra i jest ograniczona dwiema wieżami. Po obu jej stronach ciągnie się dwupiętrowy mur, zamknięty od obu stron przez wysunięte w kierunku rzeki wieże, które dodatkowo stanowią północną i południową granicę tarasu, rozciągającego się między pałacem a rzeką, o długości około 210 metrów i szerokości 10 metrów. Fasada jest wsparta przez rozmieszczone równomiernie sześciokątne przypory, zwieńczone pozłacanymi wierzchołkami. Pomiędzy nimi umieszczone są skupione na dwóch poziomach okna. Pomiędzy poziomami umieszczono zaś płaskorzeźby przedstawiające herby poszczególnych królów angielskich i brytyjskich. Poniżej dolnego piętra znajdują się z kolei inskrypcje z latami panowania kolejnych władców. Podobnie względem południowej fasady zostały skonstruowane znacznie krótsze ściany południowa i północna. Ściana zachodnia również odznacza się podobnymi rozwiązaniami, lecz jest znacznie bardziej urozmaicona, niemalże na całej swej długości osiągając wysokość trzeciego piętra. W połowie, w związku z położeniem Westminster Hall, jest załamana i od tego miejsca wysunięta w kierunku zachodnim. Od południa i północy ograniczają ją dwie wieże – Victoria Tower i Elizabeth Tower.

### Wieże
Najwyższą wieżą pałacu jest Victoria Tower, mierząca 98,5 metra wysokości. W momencie ukończenia jej budowy była także najwyższą zbudowaną na planie czworoboku kamienną wieżą na świecie. Ma 12 pięter, zaś na jej szczyt można się dostać przy użyciu niewielkiej windy bądź schodami liczącymi 553 stopni. Służy jako jedyne wejście do gmachu Parlamentu, z którego zwyczajowo może korzystać monarcha w drodze do Izby Lordów. W jej wnętrzu mieszczą się również archiwa wyższej izby brytyjskiego Parlamentu, zaś na szczycie umieszczony jest maszt, na którym wywiesza się flagę Wielkiej Brytanii lub – jeśli w pałacu przebywa monarcha – sztandar królewski.
W środkowej części pałacu, ponad Central Lobby, wznosi się Central Tower o wysokości 91,4 metra. Jako jedyna posiada ona strzelistą iglicę, zaś jej wnętrze jest zadaszone największym na świecie ośmiobocznym gotyckim sklepieniem pozbawionym centralnego filaru. Początkowo wieża służyła jako komin wentylacyjny, wyprowadzający z całej budowli stęchłe powietrze i dym z kominków.

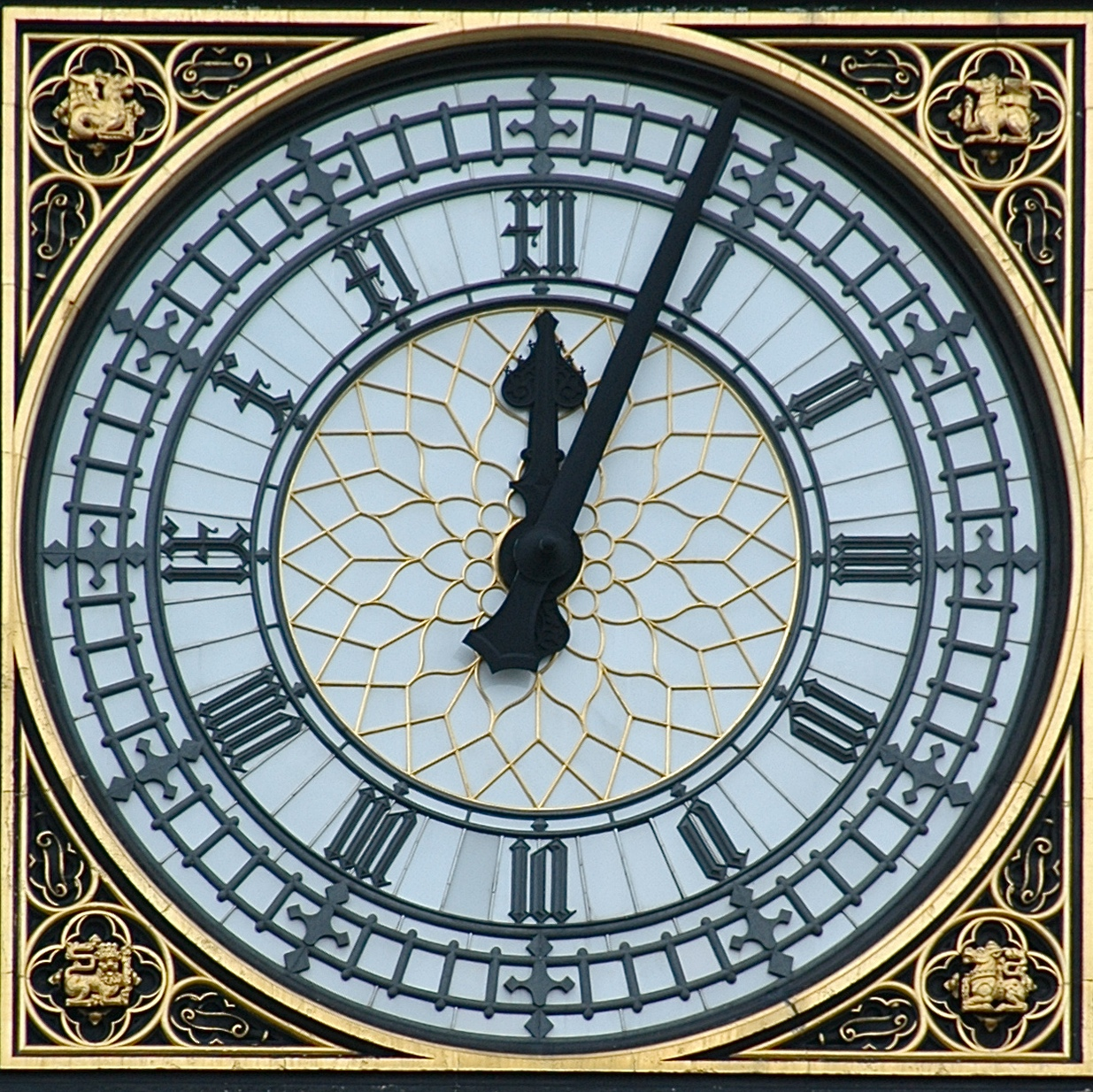
Jeden z zegarów wieży Elizabeth Tower

W północno-wschodniej części pałacu mieści się jego najsłynniejsza wieża – Elizabeth Tower, mylnie określana jako Big Ben. Swoją obecną nazwę otrzymała w 2012 roku. Wcześniej określano ją mianem Clock Tower. Ma 96,3 metra wysokości i 11 pięter. Na jej szczyt wiedzie 399 schodów. By dostać się na poziom dzwonnicy, trzeba pokonać 334 stopnie. Znajduje się na niej zaprojektowany przez Augustusa Pugina zegar, którego tarcze wychodzą w czterech kierunkach. Szkielet każdej z tarcz jest wykonany z żeliwa i ma średnicę 7 metrów. Wolne przestrzenie między prętami wypełniono 312 kawałkami hartowanego szkła. Wskazówka godzinowa ma długość 2,8 metra, zaś minutowa 4,3 metra. Wewnątrz wieży znajduje się mechanizm zegara. Zasadniczą jego częścią są 3 obciążniki, które siłą grawitacji opadając w dół przy pomocy wielu trybów i przekładni powodują przesuwanie się wskazówek na tarczy zegara, a także dzwonienie dzwonów. Ponad mechanizmem zegara umieszczonych jest pięć dzwonów. Największy z nich, umieszczony w środku Big Ben (lub Great Bell), waży 13,7 tony, ma 2,2 metra wysokości oraz 2,7 metra średnicy. Wokół niego zawieszono 4 dużo mniejsze dzwony, z których najmniejszy waży 1,1 tony, zaś największy – 4 tony. Na wszystkich dzwonach zamontowano młotki, które uderzając w dzwon powodują wydanie przez niego dźwięku. Największy spośród bocznych dzwonów posiada dwa młotki, gdyż dźwięk przez niego wydawany jest zbyt szybki, by jeden młotek mógł się podnieść i ponownie uderzyć.

### Otoczenie pałacu

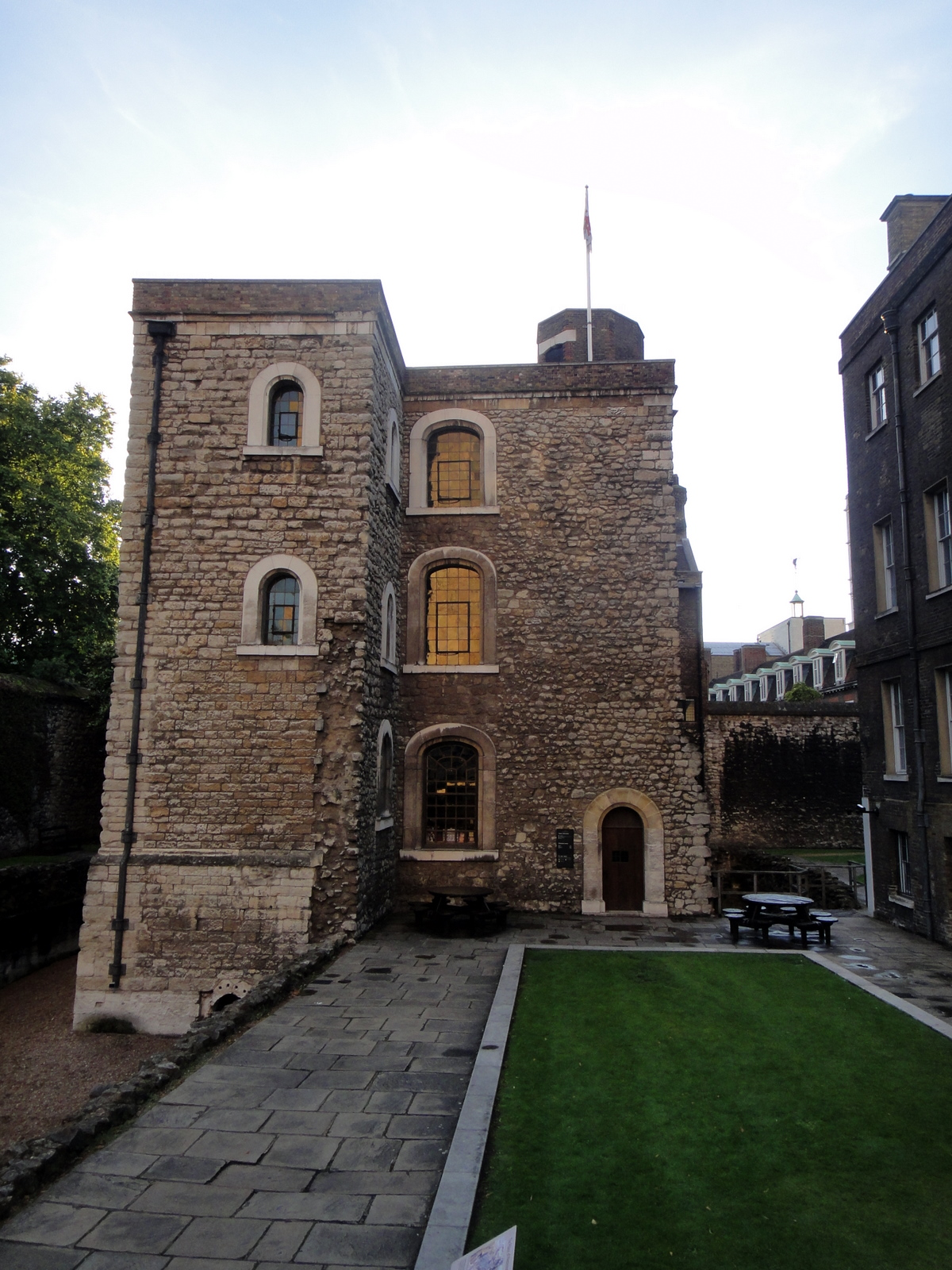
Jewel Tower

Od wschodu pałac ograniczany jest przez rzekę Tamizę. Od północy wychodzi na Bridge Street, pod którą mieści się stacja metra Westminster. Po drugiej stronie ulicy znajduje się Portcullis House, wzniesiony w latach 1992–2001 budynek zapewniający powierzchnie biurowe urzędom funkcjonującym obok Parlamentu. Na północny zachód od pałacu położony jest plac Parliament Square, na którym ustawiono pomniki uznanych polityków, w tym Winstona Churchilla, Abrahama Lincolna i Nelsona Mandeli. Na zachód od pałacu biegnie ulica Abingdon Street, za którą znajduje się Opactwo Westminsterskie oraz kościół św. Małgorzaty. Tam też wznosi się Jewel Tower, pierwotnie położona na południowym krańcu kompleksu pałacowego. Początkowo przechowywano w niej królewskie kosztowności. Od XVII stulecia mieściło się w niej archiwum Izby Lordów. W II połowie tego wieku na krótko w posiadanie objęła ją Komisja Handlu. Od 1948 roku mieści się w niej muzeum przedstawiające jej historię. Wieża została zbudowana z wapienia na planie litery „L”, zaś każde z trzech pięter składa się z dwóch pomieszczeń.
Na Starym Placu Pałacowym, przylegającym do pałacu od południowego zachodu, stoi pomnik Ryszarda Lwie Serce autorstwa Carla Marochettiego. Umieszczono go w tym miejscu w październiku 1860 roku. Wcześniej, w roku 1854, pomnik przez kilka miesięcy stał na Nowym Placu Pałacowym. Niegdyś na Nowym Placu Pałacowym, położonym na północnym zachodzie kompleksu, u styku Bridge Street z Parliament Square, znajdowała się także fontanna, zbudowana w 1443 roku z inicjatywy króla Henryka VI, co potwierdziły badania archeologiczne przeprowadzone w latach 70. XX wieku. Obecnie pod placem znajduje się zbudowany w latach 1972–1974 pięciopoziomowy parking mieszczący około 450 samochodów. Na powierzchni zaś znajduje się ogród z fontanną upamiętniającą obchody 25-lecia rządów Elżbiety II.
Na południe od Victoria Tower położony jest ogród Black Rod’s Garden. Znajduje się w nim pomnik poświęcony zmarłym podczas I wojny światowej członkom Izby Lordów. Został on wykonany w 1932 roku przez Johna Tweeda i początkowo stał w Royal Gallery. Przedstawia młodego człowieka ofiarującego swój miecz kobiecie, będącej alegorią ojczyzny.

## Wnętrza

### Rozkład pomieszczeń

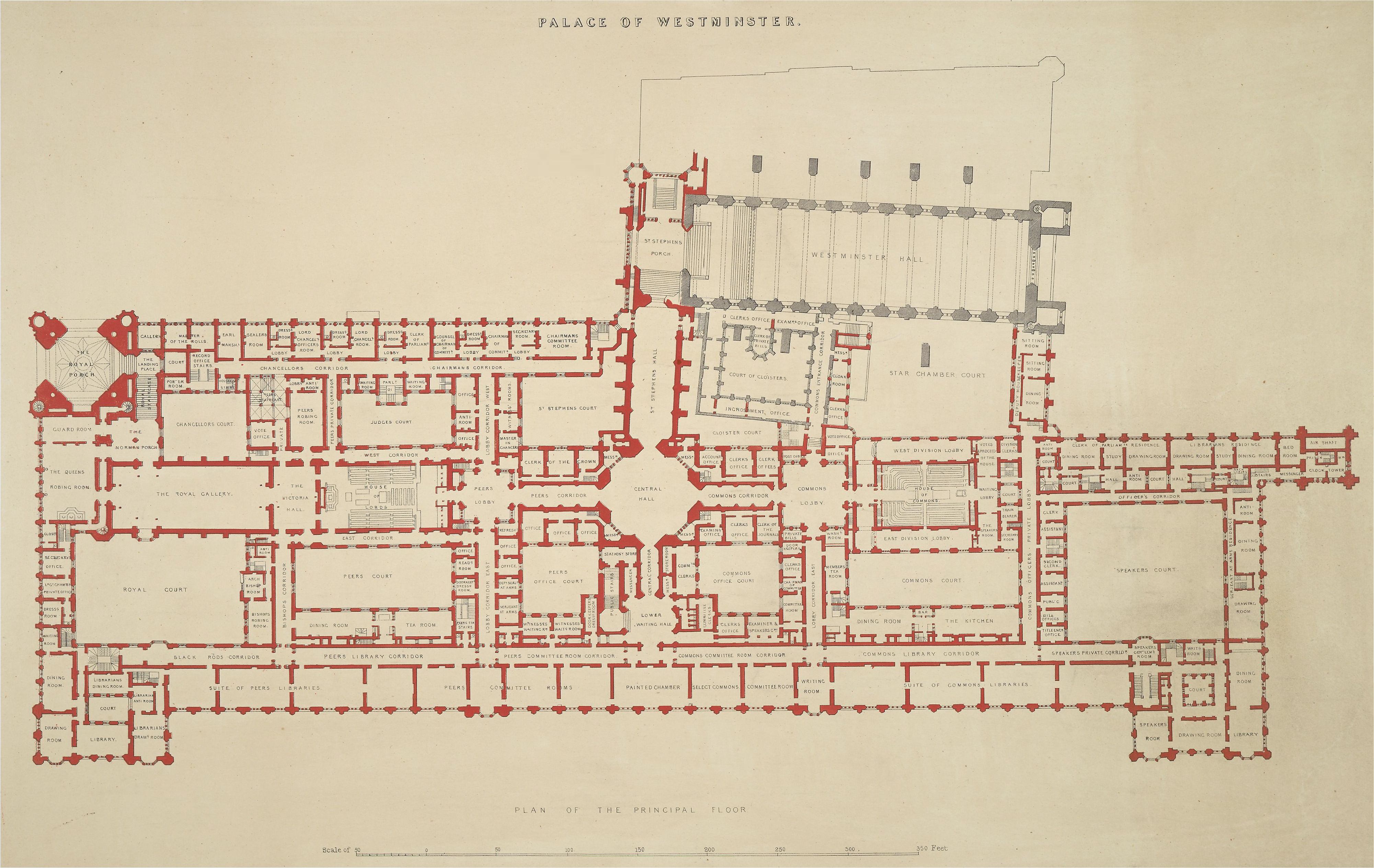
Plan pałacowych pomieszczeń

Charles Barry podczas odbudowy pałacu umieścił tron królewski, Izbę Lordów i Izbę Gmin w linii prostej, co miało podkreślić podział brytyjskiego Parlamentu na trzy elementy. Wszystkie te elementy znajdują się w środkowym skrzydle pałacu, którego najdalej wysuniętą na południe część stanowi Robing Room. Od północy łączy się on z Royal Gallery, która z kolei, za pośrednictwem Prince’s Chamber, posiada połączenie z używaną przez Izbę Lordów Lords Chamber. Po wschodniej i zachodniej stronie Lords Chamber biegną korytarze, zapewniające łatwy dostęp do pomieszczeń biurowych oraz punktów gastronomicznych. W środkowej części pałacu mieści się Central Hall. Sala ta jest położona pod Central Tower, dokładnie w takiej samej odległości od pomieszczeń używanych przez obie izby Parlamentu. Z Lords Chamber łączy się przy pomocy Peers Lobby (z ang. Przedsionek Lordów) oraz Peers Corridor (z ang. Korytarz Lordów), z Commons Chamber zaś przez Commons Lobby, Commons Corridor oraz Members Lobby. Wzdłuż bocznych ścian sali posiedzeń Izby Gmin mieszczą się pomieszczenia nazywane West Division Lobby (lub Aye Lobby) i East Division Lobby (lub No Lobby). Zwyczajowo służyły one do przeliczania głosów za i przeciw w konkretnych sprawach, przy czym posłowie głosujący za przechodzili do sali umieszczonej na prawo z perspektywy spikera (a więc do West Division Lobby), zaś posłowie głosujący przeciw udawali się na lewo (a więc do East Division Lobby). Podobną funkcję w przypadku Izby Lordów spełniają wyżej wspomniane korytarze boczne. Przedłużenie centralnego skrzydła w kierunku północnym stanowią pomieszczenia używane przez pełniącego urząd Clerk of the Parliaments, do którego obowiązków należy nadzór nad pracownikami i urzędami obsługującymi posiedzenia Parlamentu. Na północnym krańcu skrzydła wznosi się wieża zegarowa Elizabeth Tower.
Skrzydło zachodnie rozpoczyna się od południa na wieży Victoria Tower, posiadającej połączenie z Robing Room i Royal Gallery przez Norman Porch. Dalej na północ położone są pomieszczenia zajmowane przez pełniącego urząd lorda kanclerza. Skrzydło zachodnie łączy się z Central Hall przez St Stephen’s Hall, dawną kaplicę św. Szczepana. Swego rodzaju przedłużeniem skrzydła jest zorientowana również południkowo, lecz położona nieco dalej na zachód, Westminster Hall wraz z wiodącym do niej St Stephen’s Porch. Skrzydło wschodnie ma symetryczną budowę. Na południowym i północnym krańcu jest wydłużone w kierunku opływającej pałac od wschodu Tamizy. Zajmują je niemalże w całości biblioteki oraz pomieszczenia przeznaczone do pracy komisji parlamentarnych. W centralnej części mieści się zaś Painted Chamber. Skrzydło łączy się z Central Hall przez Central Corridor i Lower Waiting Hall.
Na wyższych piętrach pałacu znajdują się biura i urzędy, w tym 24 pomieszczenia przeznaczone pod obrady komisji parlamentarnych. Na piwnice składa się około 2 kilometrów korytarzy, w których umieszczono maszynerię obsługującą system elektryczny, grzewczy, wodociągowy, wentylacyjny oraz komunikacyjny. Do ogrzewania pałacu używa się systemu wykorzystującego parę wodną. W pałacu znajduje się 28 wind, z których najstarsza powstała w 1893 roku.

### Robing Room
Pomieszczenie to jest używane podczas uroczystego otwarcia nowej sesji Parlamentu. Uczestniczący w nim monarcha wchodzi do sali od strony wieży Victoria Tower. Zakłada w niej koronę oraz używany w specjalnych okolicznościach płaszcz, po czym przechodzi do kolejnego pomieszczenia umieszczonego w centralnej osi – Royal Gallery. Na podwyższeniu przy wschodniej ścianie Robing Room umieszczony jest XIX-wieczny tron. Wznosi się nad nim baldachim, ozdobiony rzeźbionymi przedstawieniami kwiatów: angielskiej róży, szkockiego ostu i irlandzkiej koniczyny, a także monogram królowej Wiktorii. Naprzeciw tronu, przy zachodniej ścianie pomieszczenia, znajduje się wykonany przez Edwarda Barry’ego, bogato zdobiony, marmurowy kominek. W jego obramowaniu umieszczono dwie odlane z mosiądzu figury przedstawiające św. Jerzego, walczącego ze smokiem oraz św. Michała Archanioła, poskramiającego szatana. Ściany ozdobiono obrazami autorstwa Williama Dyce’a, przedstawiającymi sceny z legend o królu Arturze, które stanowią prezentację rycerskich cnót: gościnności, hojności, miłosierności, religijności i uprzejmości. Pierwotnie dziełom tym miały towarzyszyć malowidła obrazujące wierność i odwagę, lecz nigdy nie zostały one wykonane. Fryz w Robing Room ozdobiono przedstawieniami herbów należących do rycerzy Okrągłego Stołu. Na sklepieniu miejsce znalazły z kolei emblematy brytyjskich monarchów.

### Royal Gallery
Kolejnym pomieszczeniem w centralnej osi, leżącym na północ od Robing Room, jest Royal Gallery (z ang. Galeria Królewska). Stanowi ono fragment trasy, którą przechodzi monarcha w drodze do Izby Lordów. Służy też do organizowania uroczystych ceremonii i przyjęć, zazwyczaj w obecności członków obu izb Parlamentu. Ma bezpośrednie połączenie z trzema innymi pomieszczeniami pałacu: od południa z Robing Room, od północy z Prince’s Chamber (i za jej pośrednictwem z Lords Chamber, siedzibą Izby Lordów), a od zachodu z Norman Porch. Ponadto, na wschód, w kierunku Dziedzińca Królewskiego, z sali wychodzi przeszklony wykusz. Po obu stronach wszystkich drzwi i wejścia na wykusz znajdują się cztery pary posągów przedstawiających brytyjskich monarchów. Dłuższe ściany (wschodnią i zachodnią) zdobią dwa wielkie obrazy Daniela Maclise’a, przedstawiające śmierć Horatio Nelsona oraz spotkanie Arthur Wellingtona z Gebhardem Leberechtem von Blücherem przed bitwą pod Waterloo. Na ścianach północnej i południowej umieszczono natomiast portrety brytyjskich władców i ich małżonek. Witraże we wnękach okiennych przedstawiają herby władców Anglii i Szkocji. Na ścianie w okolicach wykusza umieszczono zaś tablicę upamiętniającą 408 członków Parlamentu, którzy zginęli podczas I i II wojny światowej. W samym wykuszu stoi zaś gablota, w której środku umieszczono trzy księgi pamięci Izby Lordów. Dwie z nich zawierają imiona, nazwiska, tytuły i biografie członków i pracowników Izby Lordów oraz ich synów zmarłych podczas I wojny światowej. Trzecia prezentuje zaś analogiczne informacje dla zmarłych podczas II wojny światowej. Przed gablotą ustawiono kawałek drewna pochodzący z prowizorycznego pirsu zbudowanego w celu ewakuacji z Dunkierki wojsk brytyjskich w 1940 roku.

### Prince’s Chamber
Pomieszczenie służy jako przedsionek Lords Chamber, w której odbywają się posiedzenia Izby Lordów. Podłoga wyłożona jest niebieskim dywanem z białymi wzorami. Przy północnej ścianie, pomiędzy dwoma drzwiami prowadzącymi do Lords Chamber, znajduje się pomnik królowej Wiktorii, trzymającej berło i wieniec laurowy, który został wykonany z marmuru w 1855 roku przez Johna Gibsona. Jest wysoki na 2,44 metra. Stoi na piedestale, na którym w formie płaskorzeźb, przedstawiono symbolicznie handel, przemysł i naukę. Po obu jego stronach stoją figury postaci uosabiających sprawiedliwość i miłosierdzie. Na środku sali stoją dwa ośmioboczne stoły autorstwa Augustusa Pugina. Przy południowej ścianie umieszczono zaś regał z przegródkami, w których umieszcza się wiadomości do członków Izby Lordów.
Ściany ozdobiono 28 portretami przedstawicieli rodu Tudorów. Są one stylizowane na XVI-wieczne, lecz zostały wykonane w latach 1854–1860 przez Richarda Burchetta i jego uczniów z National Art Training School (obecnie Royal College of Art). Ponad nimi, na północnej i południowej ścianie widnieje 6 obrazów przedstawiających sceny związane z wyprawą hiszpańskiej Wielkiej Armady na Anglię w 1588 roku. Odnoszą się one do przedstawiających wyprawę arrasów, które przed pożarem z 1834 roku wisiały w sali obrad Izby Lordów. Jeden z obrazów, znajdujący się nad pomnikiem królowej Wiktorii, powstał jeszcze w XIX wieku i został wykonany przez Richarda Burchetta. Pozostałe są pochodzącymi z 2010 roku dziełami Anthony’ego Oakshetta. Każdy obraz składa się ze sceny batalistycznej oraz otaczającej ją malowanej ramki z portretami głównych dowódców w formie medalionów. Pod malowidłami Tudorów w ścianę wbudowano z kolei wykonane z brązu płaskorzeźby przedstawiające wydarzenia z okresu panowania tej dynastii autorstwa Williama Theeda.

### Lords Chamber

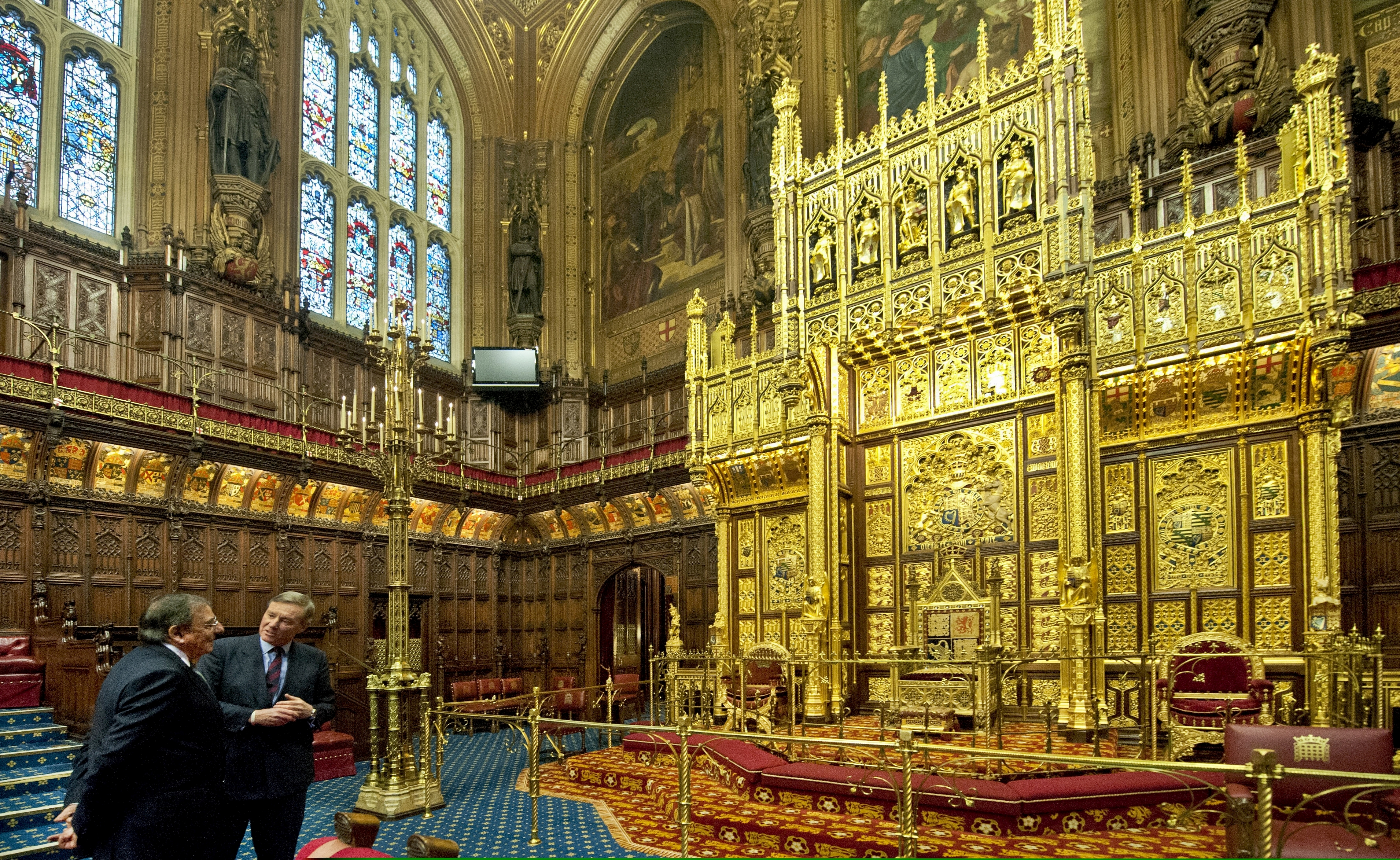
Tron i mieszczący się nad nim baldachim w Lords Chamber

Sala jest miejscem obrad Izby Lordów. Podczas specjalnych uroczystości, w tym otwarcia nowej sesji parlamentu, zbierają się w niej – poza monarchą i przedstawicielami Izby Lordów – członkowie Izby Gmin, sędziowie Sądu Najwyższego, Wysokiego Trybunału oraz Sądu Apelacyjnego. Główne, mosiężne wrota, których każde skrzydło waży około ¾ tony, zostały wykonane przez Augustusa Pugina i prowadzą do sali od północy. Bogato złocony tron znajduje się na podwyższeniu po przeciwnej stronie komnaty. Został on wykonany na wzór XIV-wiecznego tronu koronacyjnego z Opactwa Westminsterskiego. Przed tronem ustawiony jest Woolsack (z ang. worek na wełnę) – wielka, prostokątna poduszka obita czerwonym materiałem, na której zwyczajowo zasiada spiker. Przy obu bocznych ścianach ustawiono wznosząco po pięć rzędów, obitych czerwonym materiałem, siedzeń. Przy wejściu głównym na specjalne okazje umieszczane są obite zielonym materiałem miejsca siedzące dla przedstawicieli Izby Gmin. Ponad najwyższym rzędem siedzeń, wokół sali rozciąga się wąska galeria. Na jej balustradzie umieszczono herby władców angielskich począwszy od Edwarda III oraz Lordów Kanclerzy począwszy od 1377 roku. Na krótszych ścianach północnej i południowej umieszczono sześć malowideł (po trzy na każdej ze ścian) przedstawiających alegorie sprawiedliwości, religijności i rycerskości. Ściany boczne – wschodnia i zachodnia – zawierają złożone okna, które niegdyś wypełnione były wykonanymi przez Pugina witrażami przedstawiającymi angielskich i szkockich monarchów. Witraże te zostały zniszczone podczas II wojny światowej, zaś obecne przedstawiają herby wybranych lordów zasiadających w wyższej izbie Parlamentu w latach 1360–1900. Pomiędzy oknami umieszczono figury 16 baronów i 2 biskupów obecnych przy podpisywaniu Wielkiej Karty Swobód w 1215 roku. Sklepienie podzielone jest na 18 części. W każdej z nich znajduje się przedstawienie jednego z symboli angielskich monarchów.

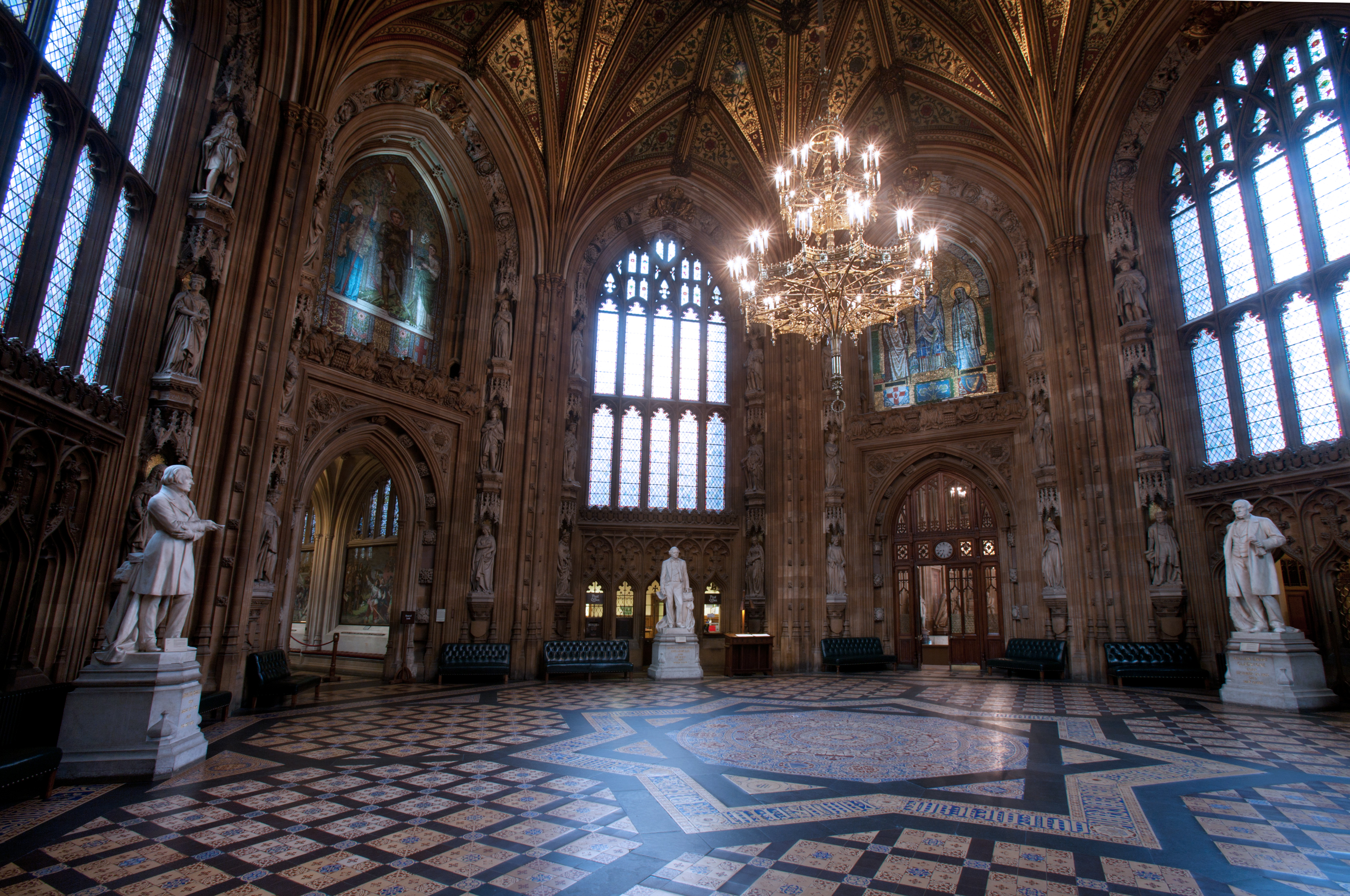
Central Lobby

### Central Lobby
Central Lobby jest z racji swego położenia miejscem, w którym dochodzi do nieformalnych spotkań pomiędzy przedstawicielami obu izb Parlamentu. Zostało zbudowane na planie ośmiokąta równobocznego. Wszystkie ściany przybierają postać łuków zwieńczonych wspólną, zdobioną mozaiką kopułą. Krawędzie owych łuków zostały ozdobione figurami przedstawiającymi królów angielskich i brytyjskich począwszy od Edwarda I. W czterech spośród ścian znajdują się drzwi, za którymi rozpoczynają się korytarze, wiodące do głównych pomieszczeń pałacu: Lords Chamber, Commons Chamber, Westminster Hall oraz Lower Waiting Hall. Ponad drzwiami widnieją barwne mozaiki przedstawiające patronów wszystkich części składowych Wielkiej Brytanii: św. Jerzego patrona Anglii, św. Dawida patrona Walii, św. Andrzeja patrona Szkocji oraz św. Patryka patrona Irlandii Północnej. Mozaiki te z powodu braku funduszy były wykańczane stopniowo. Pierwsza z nich (z wyobrażeniem św. Jerzego) powstała w 1870 roku. Drugą, z wyobrażeniem św. Dawida ukończono w 1898 roku. Pozostałe zaś ujrzały światło dzienne na początku lat 20. XX wieku. W ściany pozbawione drzwi wbudowano okna. Widoczne są za nimi metalowe kraty, które pierwotnie odgradzały przeznaczoną dla kobiet galerię od Commons Chamber. Do Central Lobby przeniesiono je w 1917 roku, na skutek wieloletnich zabiegów sufrażystek.

### Members Lobby

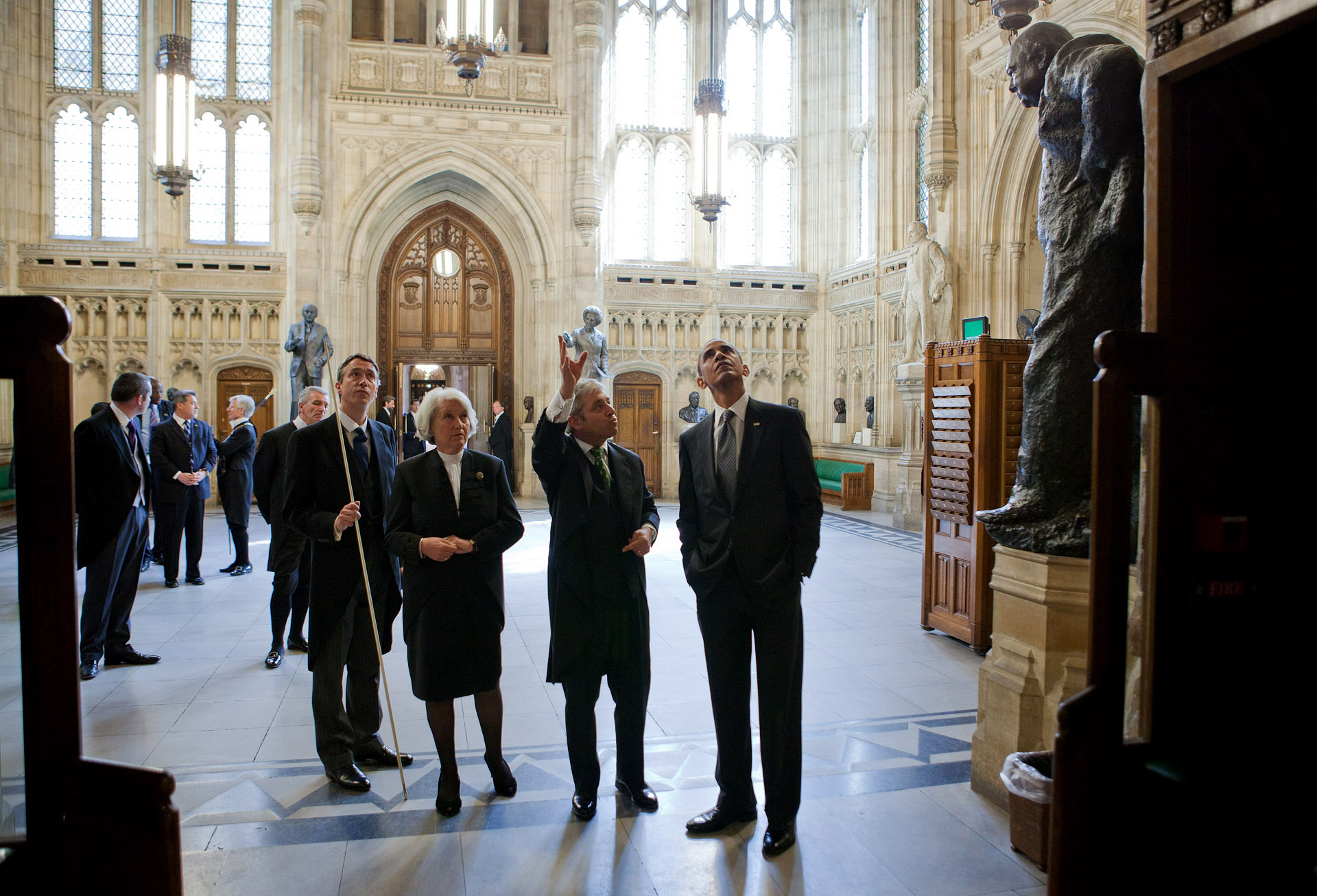
Members Lobby podczas wizyty prezydenta Stanów Zjednoczonych Baracka Obamy w 2011 roku

Members Lobby stanowi przedsionek Commons Chamber, w którym odbywają się nieformalne spotkania zasiadających w niej posłów. Pomieszczenie to zostało poważnie zniszczone podczas II wojny światowej. Po jej zakończeniu odbudowano je w uproszczonym stylu. Na lewo od wejścia do Commons Chamber umieszczony jest drewniany regał z przegródkami na wiadomości kierowane do posłów, gdy przebywają oni na obradach izby lub posiedzeniu komisji parlamentarnej. Gdy w przegródce należącej do jednego z posłów znajdzie się jakaś wiadomość, jego imię na regale zostaje automatycznie podświetlone. Po przeciwnej stronie sali umieszczony jest, spełniający taką samą funkcję, regał na listy do posłów. Przejście prowadzące do sali posiedzeń Izby Gmin określa się jako Churchill Arch (z ang. Łuk Churchilla). Z inicjatywy premiera Winstona Churchilla został on bowiem po wojnie odbudowany, przy użyciu częściowo zniszczonych przez bomby kamiennych bloków i w ten sposób stanowi miejsce pamięci ofiar II wojny światowej. Po lewej stronie portalu umieszczono pomnik Davida Lloyda George’a, premiera Wielkiej Brytanii z okresu I wojny światowej. Na prawo stoi zaś pomnik samego Winstona Churchilla. Czubek lewej stopy Churchilla oraz prawej stopy George’a zostały na przestrzeni ostatnich kilkudziesięciu lat przetarte przez posłów i gości uznających ich dotknięcie za przynoszące szczęście. Po drugiej stronie sali, naprzeciw figury Churchilla, stoi rzeźba przedstawiająca Margaret Thatcher. Brytyjska premier z lat 1979–1990 była pierwszą osobą, którą uhonorowano w ten sposób za życia. Naprzeciw figury Davida Lloyda George’a, na prawo od figury Thatcher, znajduje się zaś rzeźba Clementa Attleego.

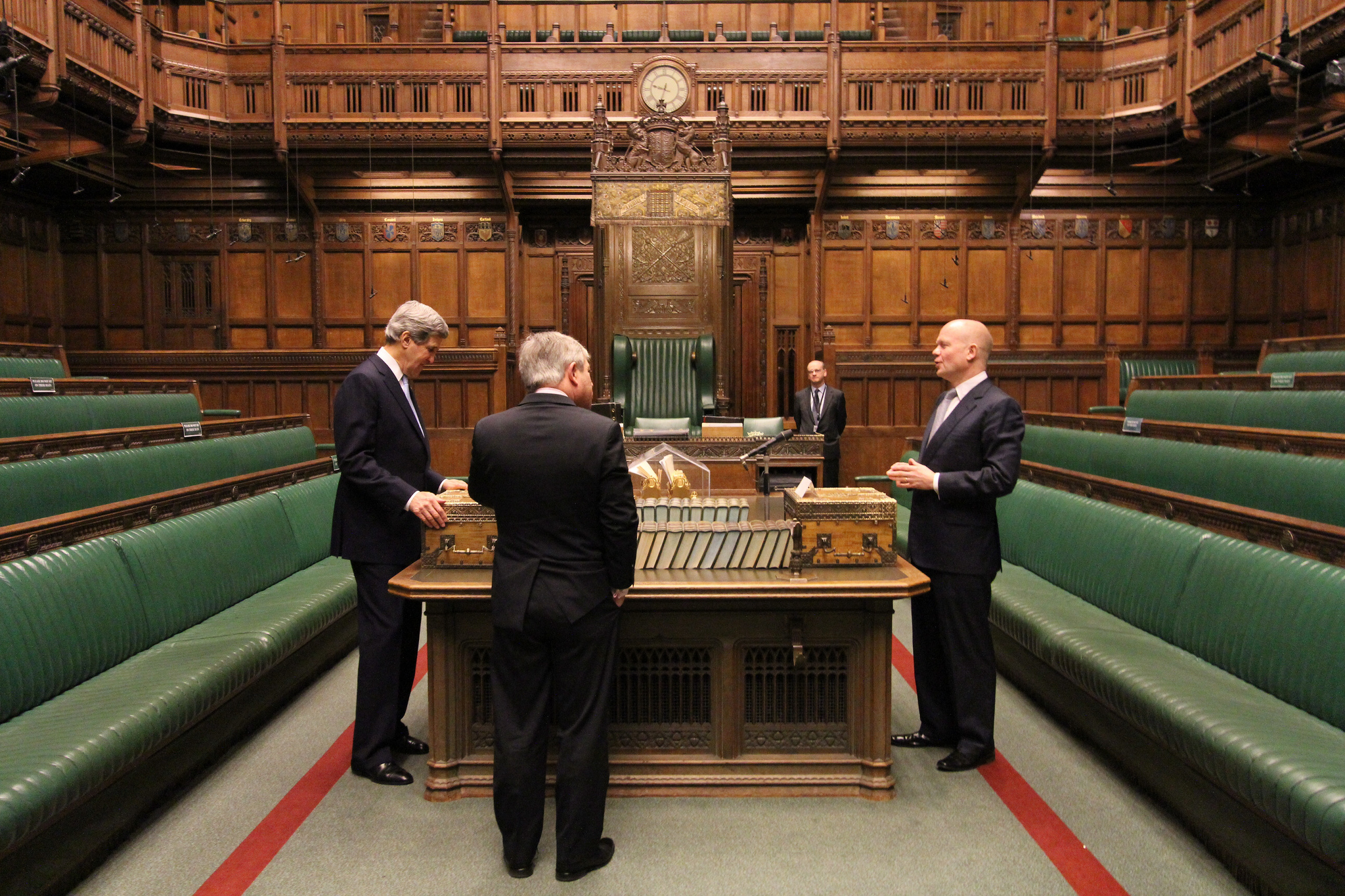
Wizyta Johna Kerry’ego w Commons Chamber, w 2013 roku

### Commons Chamber
Commons Chamber jest mniejsza od sali obrad Izby Lordów. Jej sklepienie jest strzeliste, co sprzyja akustyce. Przy północnej ścianie sali, naprzeciw wejścia głównego prowadzącego z Members Lobby, umiejscowiony jest fotel spikera. Jest on prezentem Australii przekazanym podczas odbudowy Commons Chamber po II wojnie światowej. Został wykonany z drewna rośliny Castanospermum z północnego Queensland. Przy obu ścianach bocznych wznosząco ustawiono po pięć rzędów obitych zielonym materiałem siedzeń dla posłów. Ponad nimi wznosi się galeria. Sala została odbudowana po II wojnie światowej w kształcie zbliżonym do wcześniejszego przy jednoczesnym pozbyciu się wielu elementów dekoracyjnych. Okna wypełniono szkłem bezbarwnym, zaś ściany wyłożone są dębowym drewnem. Na ścianach pod galeriami wiszą 42 tarcze upamiętniające członków Izby Gmin, którzy zginęli podczas obu wojen światowych. 19 tarcz odnosi się do ofiar I wojny światowej, zaś 23 do poległych podczas II wojny światowej.

### St Stephen’s Hall
St Stephen’s Hall ma 29 metrów długości i 9 metrów szerokości i znajduje się w miejscu dawnej kaplicy św. Szczepana, która w latach 1547–1834 służyła jako sala posiedzeń Izby Gmin. Mosiężne słupki ustawione na podłodze informują o miejscu, w którym niegdyś znajdował się fotel spikera oraz stół. Po przeciwnej stronie pomieszczenia w przeciwległe sobie ściany wstawiono mosiężne tablice oznaczające miejsce, w którym pierwotnie znajdowała się przegroda oddzielająca komnatę od jej przedsionka. Przy dłuższych – północnej i południowej – ścianach stoją figury słynnych parlamentarzystów, takich jak John Hampden, Robert Walpole, William Pitt Młodszy oraz Charles James Fox. Ponad drzwiami znajdującymi się we wschodniej i zachodniej ścianie umieszczono dwie wielkie mozaiki przedstawiające wydarzenia związane z powstaniem kaplicy św. Szczepana. Ukończona w 1926 roku mozaika ze ściany zachodniej przedstawia króla Edwarda III zatwierdzającego plany przebudowy świątyni w obecności architekta Michała z Canterbury oraz robotników. Mozaika ze wschodniej ściany ukazuje z kolei św. Szczepana trzymającego kamień (w nawiązaniu do jego męczeństwa), w towarzystwie króla Stefana i Edwarda Wyznawcy. Na ścianach północnej i południowej znajdują się malowidła prezentujące wydarzenia z historii Anglii i Wielkiej Brytanii. Ponad nimi umieszczono dziesięć okien (po pięć po każdej stronie) wypełnionych witrażami z wyobrażeniami herbów miast.

### Westminster Hall

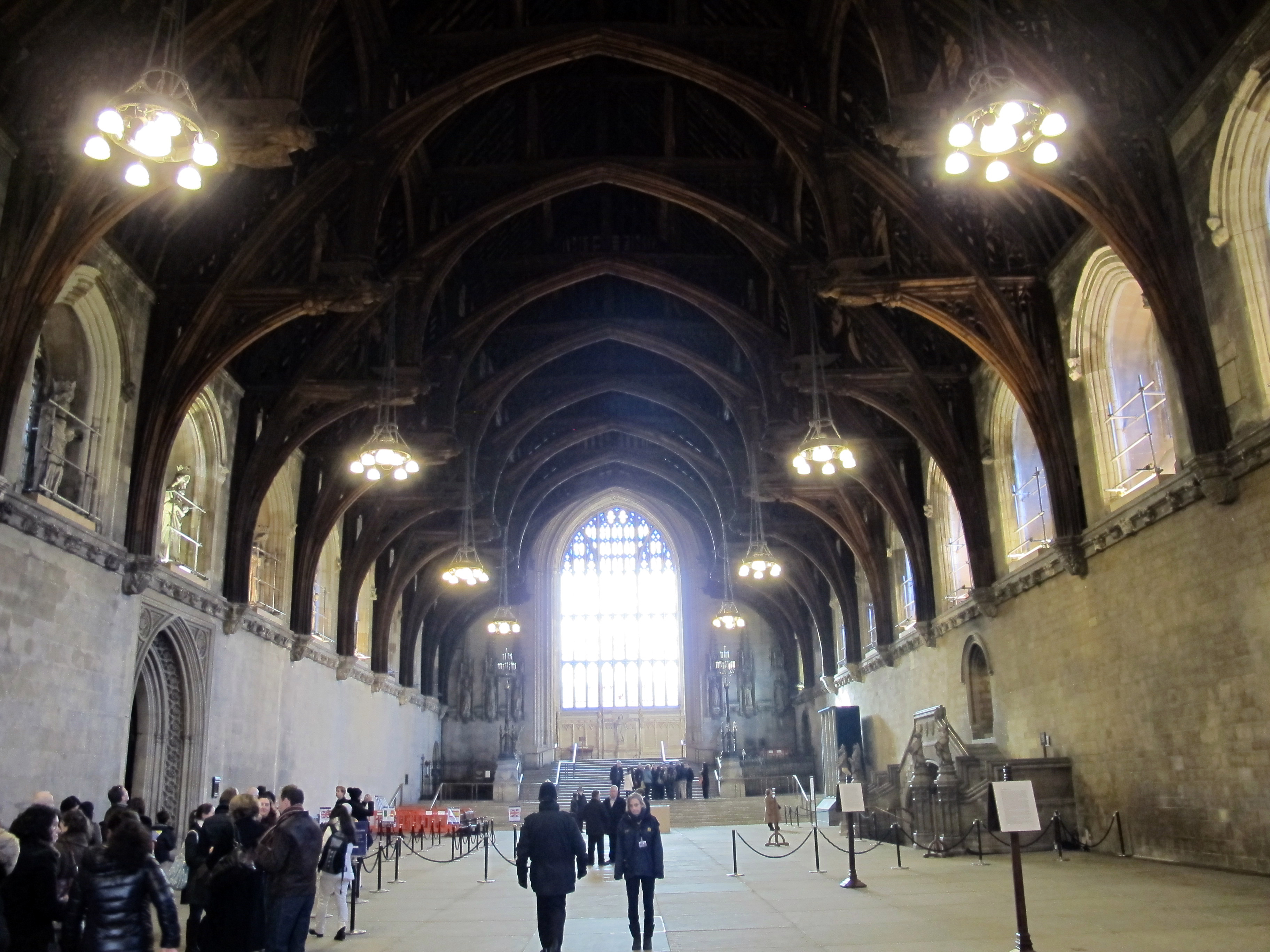
Westminster Hall w 2013 roku

Westminster Hall ma 73 metry długości i 20 metrów szerokości. Jej podłoga ma powierzchnię 1547m². W momencie ukończenia było to największe pomieszczenie w Anglii. Jej dach ma wymiary 20,7 metra na 73,2 metra, co czyni z niego największy średniowieczny, drewniany dach w północnej Europie. Jest on strzelisty; podtrzymuje go 13 osadzonych w kamiennych ścianach, wykonanych z drewnianych belek łuków. W północnej ścianie znajdują się drzwi wyjściowe, zaś nad nimi umieszczono okno. Południowa ściana w większości stanowi zaś przejście do St Stephen’s Porch. W przedsionku tym, prowadzącym dalej ku St Stephen’s Hall, znajduje się pomnik poświęcony zabitym podczas I wojny światowej członkom Izby Lordów i Izby Gmin, pracownikom Parlamentu, a także ich synom. W jego centrum umieszczona jest figura anioła, zaś po obu jej stronach w ścianę wbudowano osiem tablic z nazwiskami upamiętnianych ofiar. Ponad pomnikiem wznosi się, zajmujące większą część ściany, okno, ozdobione witrażem upamiętniającym pracowników Parlamentu i służb porządkowych zabitych podczas II wojny światowej. Witraż wykonał Ninian Comper na miejsce zniszczonego podczas wojny witraża autorstwa Augustusa Pugina. Na ścianie północnej i południowej ustawiono 13 XIV-wiecznych figur królów angielskich. W północno-zachodnim narożniku hali wznoszą się schody wiodące do pomieszczenia, w którym od XIII do XIX stulecia mieściła się siedziba Sądu Skarbowego.
Od początku swego istnienia Westminster Hall stanowiła centrum angielskiego systemu sądowniczego. Początkowo takie organy jak Sąd Spraw Pospolitych czy Sąd Ławy Królewskiej obradowały bezpośrednio na tej sali. Z czasem stopniowo przenosiły się do przylegających do niej pomieszczeń, zaś sama Westminster Hall zaczęła służyć jako swego rodzaju przedsionek, w którym prawnicy spotykali się ze sobą i swoimi klientami, a także spędzali czas pomiędzy rozprawami. W sali odbywały się też głośne rozprawy w sprawach wagi państwowej. W 1295 roku na śmierć skazano tam Thomasa Turbeville za szpiegostwo na rzecz Francji. Później podobny los spotkał Williama Wallace’a (1305), Tomasza Morusa (1535), Jana Fishera (1535), Edwarda Seymoura (1551), Edmunda Campiona (1581), Roberta Devereux (1600), uczestników spisku prochowego (1606), Thomasa Wentworth (1641), króla Karola I Stuarta (1649) i Simona Frasera (1747). W 1399 roku w Westminster Hall pozbawiono zaś godności królewskiej króla Ryszarda II, głównego inicjatora jej przebudowy. Poza funkcjami sądowniczymi, sala służyła również jako miejsce organizacji uczt, bankietów, balów i wygłaszania politycznych proklamacji.

### Kaplica Najświętszej Maryi Panny
Pochodząca z XIII wieku kaplica Najświętszej Maryi Panny służyła początkowo królewskiej służbie. Później przekształcono ją w piwniczkę na wino, zaś jej część posłużyła za jadalnię spikera Izby Gmin. Dopiero po pożarze z 1834 roku przywrócono jej pierwotny charakter. Składała się z pięciu traktów opierających się na marmurowych kolumnach. Sklepienie ozdobiono rzeźbionymi liśćmi, smokami, aniołami, a także głowami ludzi i zwierząt.

## Bezpieczeństwo
Jednym z głównych czynników zagrażających pałacowi jest możliwość wybuchu pożaru. Charles Barry, gdy projektował nową budowlę, wprowadził do niej wiele innowacji, mających na celu zmniejszenie ryzyka wystąpienia pożaru. Podstawą w tej materii stało się wzniesienie konstrukcji przy użyciu kamienia i żelaza. Z drugiej jednak strony, znajdujące się wewnątrz pałacu pomieszczenia zostały wykończone przy użyciu łatwopalnych materiałów, zaś rozbudowany system wentylacyjny sprzyja rozprzestrzenianiu się ognia. Według kontroli przeprowadzonej w 2012 roku najbardziej zagrożone wystąpieniem poważnego pożaru są pomieszczenia znajdujące się na najniższej kondygnacji. Instalacja przeciwpożarowa jest tam częściowo uszkodzona, a dostęp dla straży pożarnej utrudniony. Brakuje tam także mechanizmów odprowadzających dym. Obecnie przed zaprószeniem i rozprzestrzenianiem się ognia chroni rozbudowany, choć przestarzały system przeciwpożarowy. Ponadto, specjalnie wyznaczeni do tego zadania pracownicy stale patrolują pałac poszukując ewentualnych zagrożeń. Od 2005 roku za bezpieczeństwo przeciwpożarowe w pałacu odpowiadają osoby sprawujące urząd Clerk of the Parliaments oraz Clerk of the House of Commons.
Natomiast aby przeciwdziałać zagrożeniom związanym z terroryzmem, przy wszystkich wejściach do budynku przeprowadzane są kontrole odwiedzających. Turyści mogą dostać się do środka przy pomocy wejścia Cromwell Green. Zarówno w tym przejściu, jak i innych służących do dyspozycji posłów, pracowników Parlamentu i przedstawicieli mediów, służbę stale pełnią uzbrojeni policjanci. Funkcjonariusze służb porządkowych chronią również główne bramy prowadzące na teren kompleksu, umocnione ponadto metalowymi szlabanami. W pałacu działa również sieć kamer CCTV. Przed odbywającymi się w budynku uroczystościami przeprowadzane są kontrole przy użyciu psów tropiących. Do pałacu nie można wnosić ostrych przedmiotów, łańcuchów, kłódek, przyborów do wspinaczki, farb w sprayu, przedmiotów wydających głośne dźwięki (np. gwizdków), transparentów i flag, a także przedmiotów o wymiarach przekraczających 55x36cm. Zakazane jest również wprowadzanie zwierząt z wyjątkiem psów towarzyszących.

### Zamachy i przestępstwa
Na przestrzeni kilkuset lat pałac wielokrotnie stawał się miejscem przeprowadzania zamachów i popełniania poważnych przestępstw i zbrodni. Jednym z pierwszych, a zarazem najszerzej komentowanych, był spisek prochowy z 1605 roku. Jego uczestnicy początkowo zamierzali przedostać się pod Pałac Westminsterski tunelem, który mieli wykopać pod Starym Placem. Badacze wątpią jednak w istnienie owego tunelu, gdyż jedyne świadectwo jego istnienia pochodzi z zeznań Thomasa Wintoura, jednego z konspiratorów. Ostatecznie beczki z prochem, przy pomocy których spiskowcy planowali wysadzenie budynku Parlamentu, zostały umieszczone w wynajętej przez nich piwnicy. Po ujawnieniu spisku wszyscy jego uczestnicy zostali skazani na śmierć przez powieszenie i poćwiartowanie. Karę wykonano na szafocie ustawionym na Starym Placu.

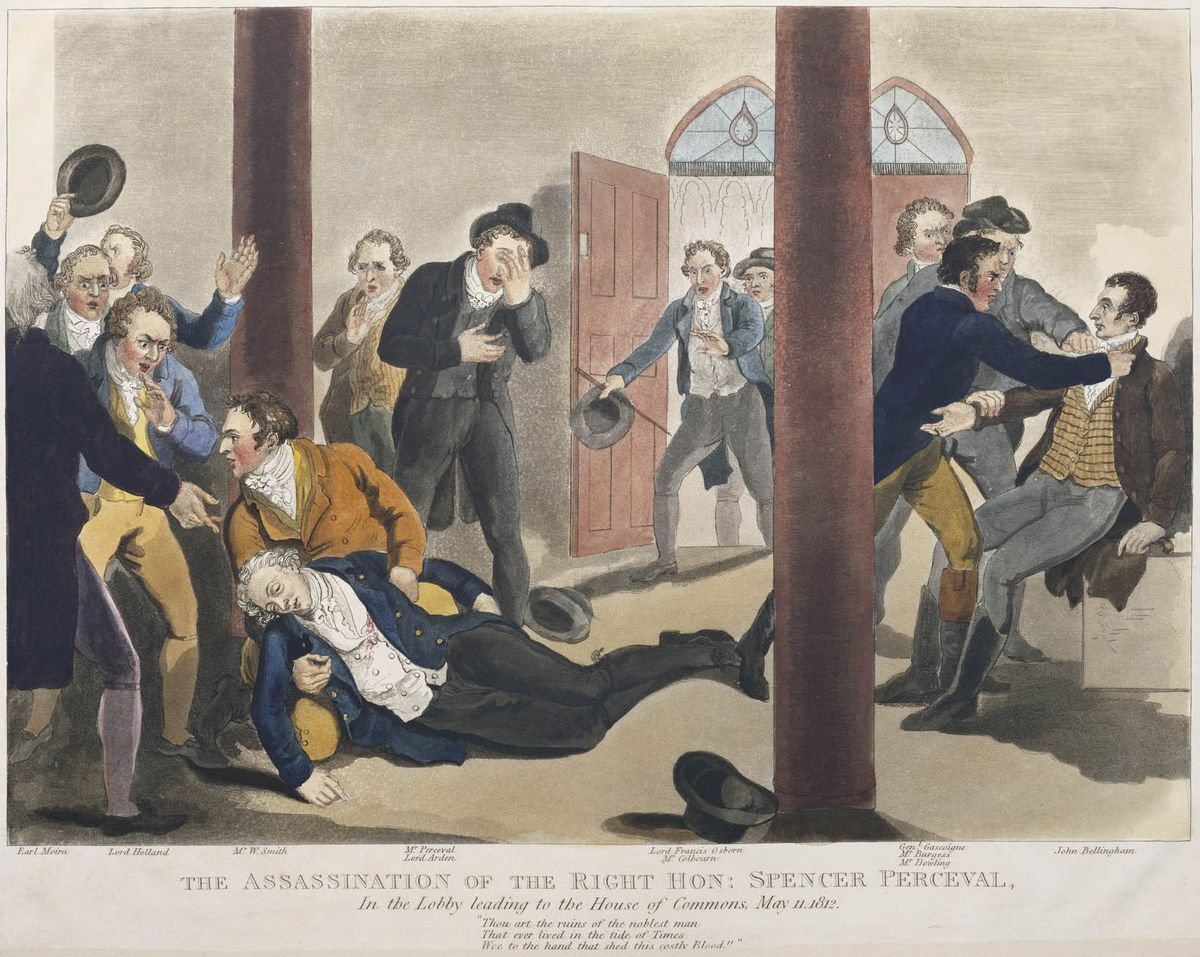
Zabójstwo Spencera Percevala na rysunku z 1812 roku

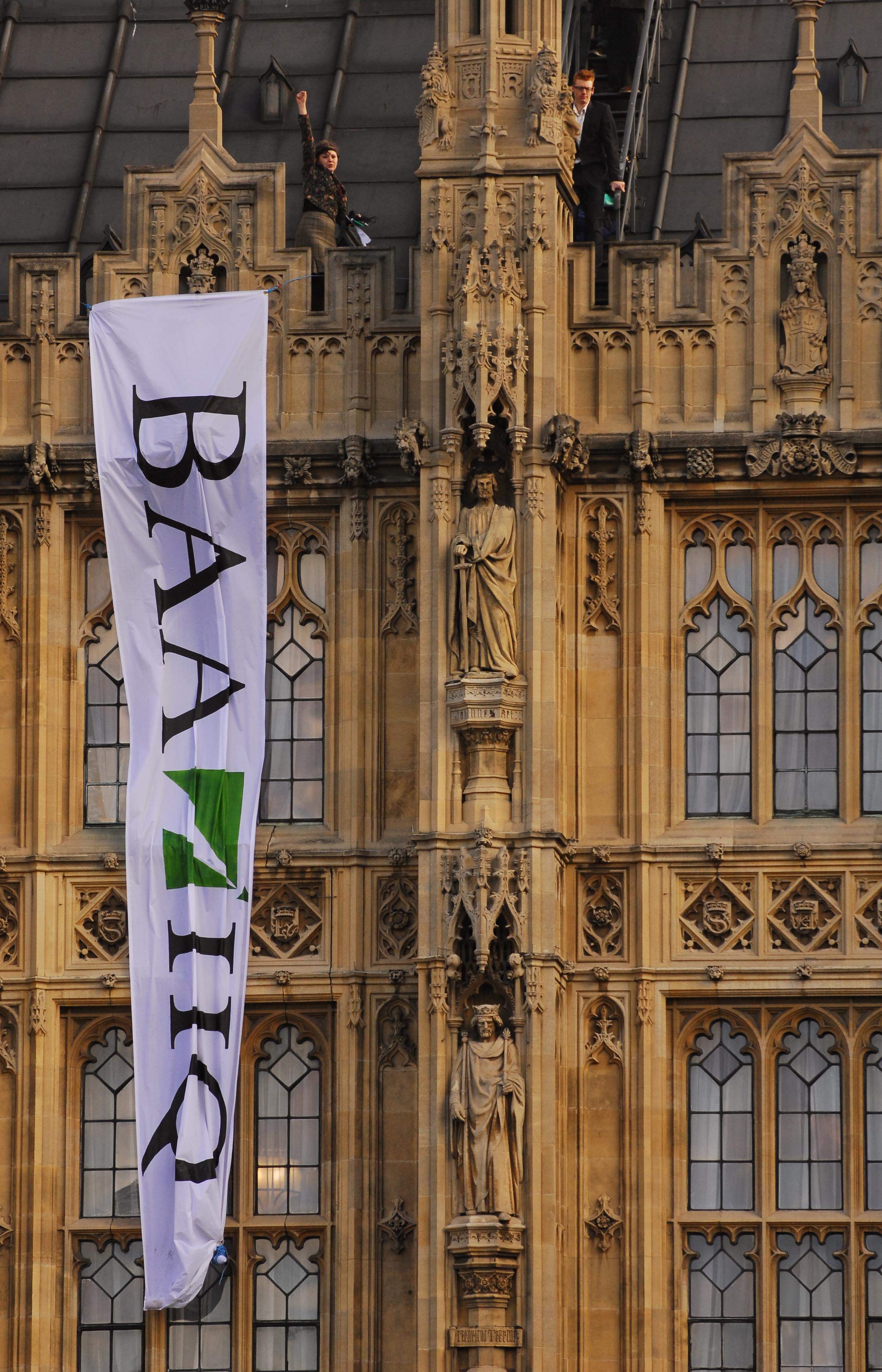
Protest aktywistów Plane Stupid w 2008 roku

11 maja 1812 roku w przedsionku Izby Gmin zamordowany został, poprzez strzał w głowę z bliskiej odległości, premier Wielkiej Brytanii Spencer Perceval. Zabójcą był John Bellingham, angielski kupiec, który po utracie pozycji i majątku w wyniku fałszywych oskarżeń jego konkurenta, wielokrotnie i bezskutecznie zwracał się do rządu brytyjskiego – a także bezpośrednio do premiera – z wnioskiem o odszkodowanie. Bellingham został powieszony 18 maja tego samego roku. 24 stycznia 1885 roku w Westminster Hall i Commons Chamber wybuchły dwie bomby podłożone przez irlandzkich nacjonalistów skupionych wokół stowarzyszenia Fenian. W budynku nie przebywali wówczas politycy, lecz w obu pomieszczeniach znajdowało się wielu odwiedzających. Poważnie rannych zostało dwóch policjantów i jeden cywil. Znacznemu zniszczeniu uległy również podłoga i okna w Westminster Hall. W związku z zamachem aresztowano i skazano na karę śmierci dwóch mężczyzn. Pałac Westminsterski został zaś zamknięty dla odwiedzających do 1889 roku.
W 1970 roku powiązany z IRA aktywista wrzucił do sali posiedzeń Izby Gmin dwa pojemniki z gazem łzawiącym. Miało to być odpowiedzią na używanie przez brytyjską policję gazu przeciwko protestującym w Irlandii Północnej. Cztery lata później, 17 czerwca 1974 roku, IRA umieściła z kolei ważącą około 9 kilogramów bombę w Westminster Hall. Terroryści powiadomili o niej policję na 6 minut przed wybuchem, dzięki czemu udało się zapobiec ofiarom śmiertelnym. Rannych zostało 11 osób. 30 marca 1979 roku w zamachu przy użyciu samochodu pułapki zginął poseł Airey Neave. Do zdarzenia doszło, gdy parlamentarzysta wyjeżdżał z podziemnego parkingu Izby Gmin. Do przeprowadzenia zamachu przyznały się IRA oraz INLA, lecz ich udział nie został nigdy potwierdzony.
Do kolejnych incydentów doszło w związku z protestami przeciwko procedowanym w Parlamencie projektom ustaw. 19 maja 2004 roku stojący na galerii Commons Chamber mężczyzna związany z organizacją Fathers 4 Justice rzucił dwie prezerwatywy, wypełnione zabarwioną na fioletowo mąką, w kierunku premiera Tony’ego Blaira podczas jego przemowy na forum Izby Gmin. Policja aresztowała sprawcę i jego wspólnika. Na obu została nałożona kara grzywny. 15 września tego samego roku do wnętrza pałacu przedostało się z kolei ośmiu podających się za pracowników Parlamentu przeciwników przegłosowywanej w tym dniu ustawy o zakazie polowań na lisy – pięciu z nich wdarło się do sali obrad Izby Gmin, przerywając jej obrady. W reakcji na obydwa wydarzenia zaostrzone zostały kontrole osób wchodzących do pałacu, ograniczono dostęp gości do galerii Commons Chamber, zaś samą galerię odgrodzono od reszty sali szklaną szybą.
Trzykrotnie – w 2004, 2007 i 2009 roku – na dach bądź wieże pałacu wdzierali się aktywiści Greenpeace. W lutym 2008 roku na dachu pałacu protestowali z kolei członkowie grupy Plane Stupid sprzeciwiający się rozbudowie lotniska Heathrow. W 2017 roku natomiast doszło w pobliżu budynków Parlamentu do islamistycznego zamachu terrorystycznego. Napastnik próbując przedostać się na teren pałacu, w którym trwało posiedzenie Izby Gmin, śmiertelnie zranił nieuzbrojonego funkcjonariusza, pełniącego wartę przed bramą wjazdową. Pałac został zamknięty dla gości do 30 maja. Zaostrzono także kontrole przy wejściach do budynku, a w głównej bramie wjazdowej zamontowano nowe, wzmocnione wrota.

## Pałac w sztuce

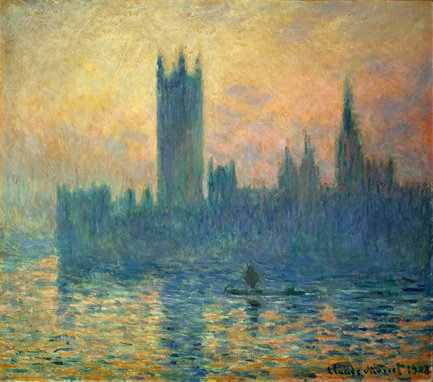
Budynek Parlamentu w Londynie, zachód Słońca, obraz autorstwa Claude’a Moneta

Pałac był obiektem zainteresowania wielu artystów, zaś jego wizerunek stał się tematem licznych dzieł sztuki. W XVIII wieku kompleks został częściowo przedstawiony na ukazujących Westminster obrazach Canaletta i Thomasa H. Willsona. Wetminster Hall namalował też między innymi Thomas Sandby. Na początku XIX wieku stary pałac uwiecznili z kolei George Fennell Robson i William Tombleson. Inspiracją dla wielu artystów stał się pożar pałacu z 1834 roku. Obrazy przedstawiające to zdarzenie namalowali Thomas Mann Baynes, William Turner i William Heath. Zgliszcza pozostawione po klęsce zaprezentowane zostały na obrazie George’a Scharfa i anonimowej litografii opublikowanej w 1834 roku przez zakład Vacher&Son. Z przełomu XIX i XX wieku pochodzi seria kilkudziesięciu obrazów Claude’a Moneta zatytułowana jako Budynek Parlamentu w Londynie. W tym okresie budynki Parlamentu malował też Henry Dawson i David Roberts.
Pałac Westminsterski wielokrotnie był przedstawiany w filmach fabularnych, w tym w szeregu produkcji o Jamesie Bondzie oraz Sherlocku Holmesie, a także serialu The Crown. Z uwagi na zakaz kręcenia filmów w celach komercyjnych na obszarze budynków należących do Parlamentu, filmowcy musieli jednak odwzorowywać pałacowe wnętrza w specjalnych studiach filmowych. W 2013 roku pojawiły się plany dopuszczenia kręcenia filmów wewnątrz pałacu w niektórych przypadkach, co miało zapewnić środki finansowe potrzebne na utrzymywanie parlamentarnych budynków. Ze względu na opór części posłów projekt nie został jednak wprowadzony w życie. W 2014 roku udzielono jednak pozwolenia na nakręcenie w Central Lobby i salach komisji parlamentarnych scen do filmu Sufrażystka z udziałem Carey Mulligan i Heleny Bonham Carter.

## Turystyka
W 1987 roku pałac został wpisany na listę światowego dziedzictwa UNESCO wraz z Opactwem Westminsterskim i kościołem św. Małgorzaty. W uzasadnieniu tej decyzji uznano, iż spełnił on trzy kryteria kulturowe (I, II i IV) potrzebne do wpisania na listę. W 2008 roku ochroną UNESCO objęto także fragment ulicy oddzielającej pałac od obu obiektów sakralnych.
Wnętrza pałacu są udostępnione dla zwiedzających. W dni, w których nie odbywają się obrady Parlamentu, możliwe jest odwiedzenie najważniejszych pomieszczeń wraz z przewodnikiem bądź audioprzewodnikiem. Dla turystów otwarte są także Elizabeth Tower oraz Jewel Tower. W 2016 roku pałac odwiedziło 990 tysięcy turystów, co czyni go siedemnastą najchętniej odwiedzaną atrakcją turystyczną Londynu, w której pobierane są opłaty za wstęp.